# Curtea de Argeș
Curtea de Argeș este un municipiu în județul Argeș, Muntenia, România, format din localitățile componente Curtea de Argeș (reședința) și Noapteș.
Curtea de Argeș a fost prima capitală a Țării Românești și păstrează cele mai importante edificii bizantine de pe teritoriul României, printre care se numără Biserica Domnească, monument de secol XIV aflat pe lista indicativă a UNESCO. Important centru politic și economic în timpul epocii medievale, Curtea de Argeș a decăzut după mutarea cetății de scaun a Țării Românești la Târgoviște, dar își recapătă prestigiul în timpul perioadei interbelice odată cu desemnarea catedralei Mânăstirii Curtea de Argeș ca necropolă regală. La Curtea de Argeș s-au născut câțiva dintre domnitorii cei mai importanți din istoria medievală a Țării Românești (Neagoe Basarab, Vlaicu Vodă, Mircea cel Bătrân) dar și personalități marcante ale perioadei interbelice precum Urmuz și Florian Ștefănescu-Goangă.

## Așezare
Orașul Curtea de Argeș este localizat în partea de nord-vest a județului, în depresiunea intracolinară a bazinului superior al râului Argeș, la o altitudine de 450 m deasupra nivelului mării, și este înconjurat de dealurile și Muscelele Argeșului de la poalele Munților Făgăraș. Suprafața orașului este de aproximativ 75 km². Este străbătut de șoseaua națională DN7C, care leagă Piteștiul de Sibiu prin Munții Făgăraș, situat la o distanță de 38 km de municipiul Pitești. La Curtea de Argeș, acest drum se intersectează cu șoseaua națională DN73C, care duce spre est la Câmpulung (49 km) și spre vest la Râmnicu Vâlcea (36 km). Din nordul orașului, din DN7C se ramifică șoseaua județeană DJ703H, care duce spre nord-vest la Valea Danului, Șuici și Sălătrucu. În sud, din DN73C se ramifică șoseaua județeană DJ704H, care duce spre sud la Băiculești și Merișani (unde se termină în DN7C). Orașul are și o gară, capătul căii ferate Pitești–Curtea de Argeș.

## Istoric
Descoperirile arheologice atestă că, încă din prima epocă a fierului, pe aceste meleaguri trăia o populație dacă, condusă de Dromichaetes (secolele IV - III î.Hr.). De asemenea, conform unor săpături arheologice efectuate de Nicolae Constantinescu, pe la 1200 aici exista o mică reședință voievodală și o bisericuță.

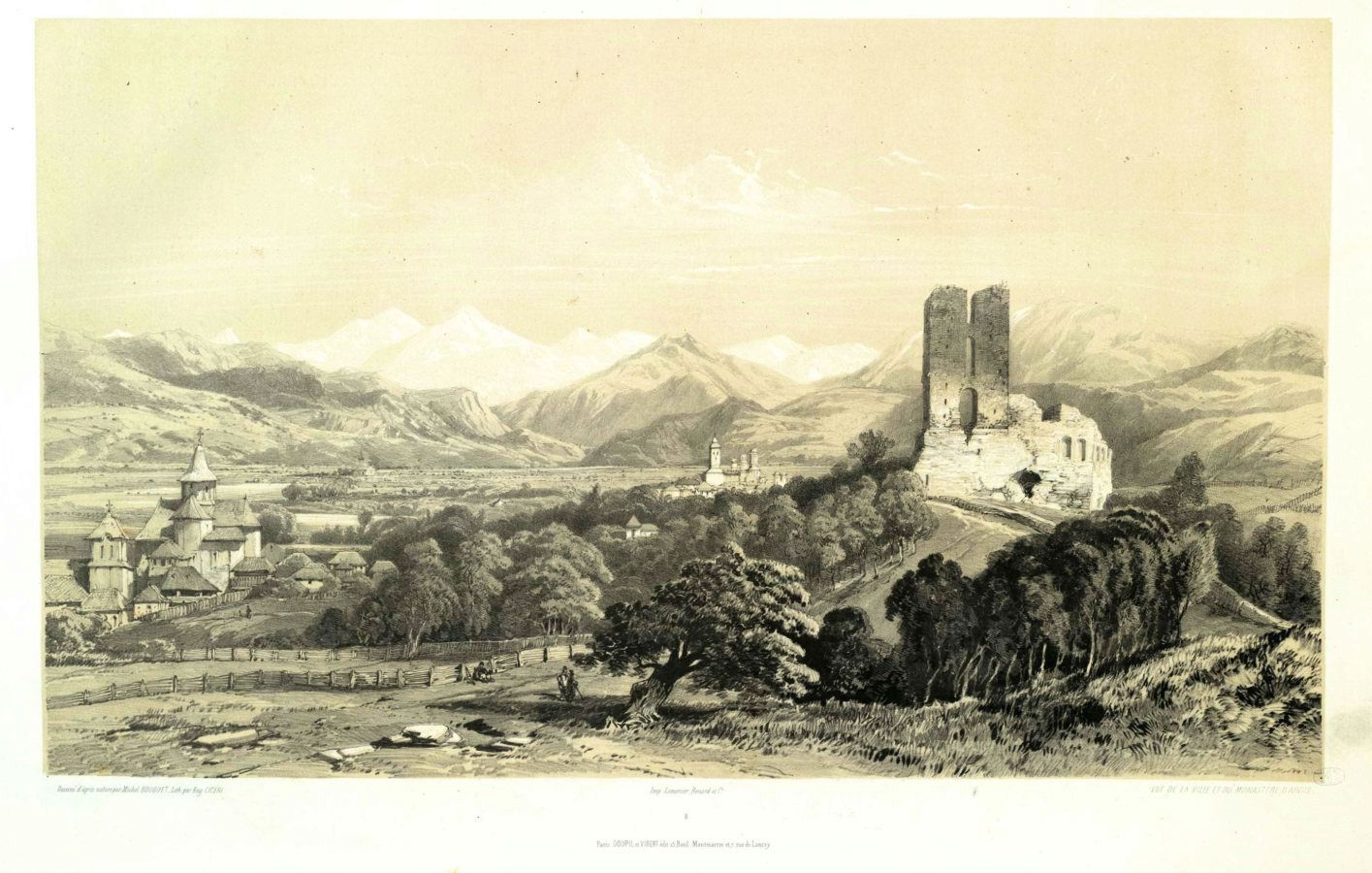
Ruinele Sân Nicoară și Curtea de Argeș la mijlocul secolului XIX, litografie de pe o pictură de Michel Bouquet. Sân Nicoară a fost sediul episcopatului catolic din Tara Românească de-a lungul secolului XV, pâna la desființarea sa în 1519.

Unii specialiști afirmă că tot aici și-ar fi avut curtea Seneslau, conducătorul unei formațiuni statale după cum apare pe diploma cavalerilor ioaniți. Legenda spune că Negru Vodă, coborând din Făgăraș, ar fi întemeiat orașul pe la 1290; alții îl considerau pe Litovoi drept Negru Vodă. Aici s-a aflat curtea lui Basarab I care, până la atacul maghiar din 1330, care a dus la probabila distrugere a orașului, s-a mutat temporar la Câmpulung-Muscel.
Numele inițial al orașului era Argeș, fiind menționat ca atare (ortografiat: Agrich) de cruciatul Johannes Schiltberger care a trecut prin Valahia cândva în perioada 1395-1396, cu prilejul pregătirii cruciadei de la Nicopole. Schiltberger menționează că Argeș era unul dintre „cele două orașe de vază ale Valahiei”, alături de Târgoviște. Numele actual al orașului începe să fie folosit din secolul al XVI-lea, prima mențiune cu denumirea actuală datând din 1510 de la domnitorul Vlad cel Tânăr. Până după moartea lui Neagoe Basarab, cel ce ridică aici cunoscuta mănăstire, în Argeș și-a aflat reședința Mitropolia Ungrovlahiei, întemeiată aici de Nicolae Alexandru, în 1359, primul mitropolit fiind Iachint de Vicina, iar ultimul Macarie al II-lea (1512-1521). Tot în timpul domniei lui Nicolae Alexandru a fost terminată Biserica Domnească, prima necropolă a domnilor români dintre Carpați și Dunăre, dar și Biserica Sân Nicoară, numită de localnici Sf. Nicolae cel Mic, despre care se spune că a fost ctitorită de Doamna Clara, mama voievodului. La Curtea de Argeș este înființată și prima monetărie a țării de către Vladislav I (Vlaicu) (1364 - 1377), domnitor care a sprijinit intensificarea legăturilor comerciale dintre Muntenia și orașele din Transilvania și a „lăsat“ cel mai vechi document intern, scris la Argeș pe data de 25 noiembrie 1369. Tot în această perioadă este înființată și prima școală locală, unde învățau fii orășenilor.
După ce a fost unul dintre cele mai importante orașe valahe în timpul secolelor XIV și XV, orașul începe să decadă din punct de vedere economic la începutul secolului al XVI-lea după mutarea capitalei Țării Românești la Târgoviște. Sediul episcopal ortodox a fost de asemenea transferat la Târgoviște în 1517, iar cel catolic a fost desființat definitiv in 1519. Comerțul cu Sibiul si Brașovul suferă o scădere rapidă iar o parte din populația orașului pleacă către regiuni urbane mai dinamice. 

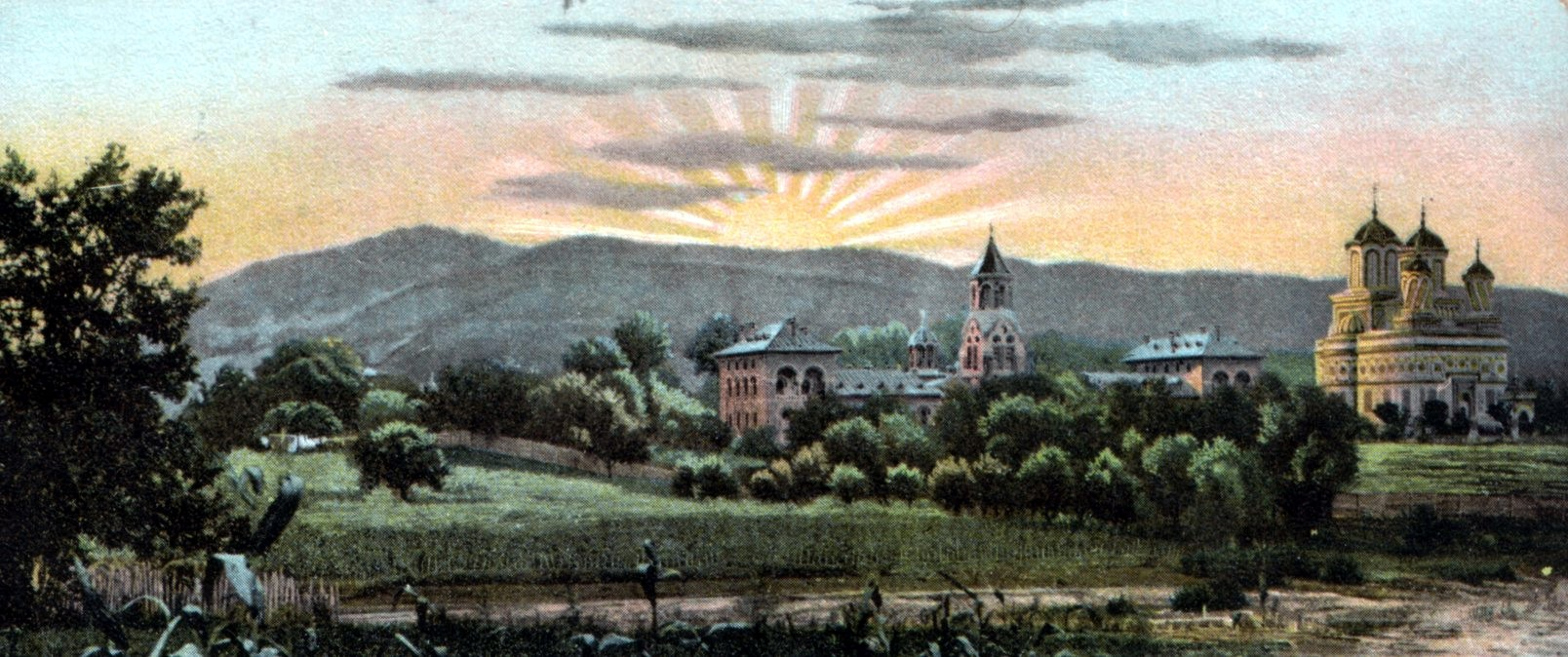
Mănăstirea Curtea de Argeș, cromolitografie de pe o carte poștală din 1907

Curtea de Argeș a căpătat statutul de „oraș regal” în 1886, atunci când Regele Carol I desemnează Catedrala Mânăstirii Curtea de Argeș ca necropolă regală. Carol I construiește de asemenea calea ferată care leagă Curtea de Argeș de Pitești si București, gara orașului fiind construită după un proiect al renumitului arhitect Elie Radu.
La sfârșitul secolului al XIX-lea, orașul era reședința plășii Argeș din județul Argeș și avea o populație de 4000 de locuitori ce trăiau în 715 case. În oraș funcționau Episcopia Argeșului, un seminar teologic cu 251 de elevi pe lângă aceasta, o școală primară de băieți cu 168 de elevi, una de fete cu 40 de eleve, un birou de poștă și telegraf, și șapte biserici. Târguri mari se țineau în oraș de Sfântul Pantelimon (27 iulie) și de Adormirea Maicii Domnului (15 august).
La începutul secolului XX, frații Mihail și Florian Ștefănescu-Goangă au contribuit decisiv la modernizarea orașului. În timpul mandatelor sale de primar, Mihail Ștefănescu-Goangă pavează cu piatră cubică principalele artere de circulație și construiește două școli, poșta și piața centrală a orașului. Ca rector al Universității Babeș-Bolyai, Florian Ștefănescu-Goangă inițiază construcția unui centru universitar de vară la Curtea de Argeș, care va deveni mai târziu Colegiul Național Vlaicu-Vodă. Vizitele frecvente la Curtea de Argeș ale familiei regale sau ale unor personalități ca Nicolae Iorga sau Armand Călinescu contribuie la prestigiul orașului în timpul perioadei interbelice.
Anuarul Socec din 1925 consemnează orașul în același județ, având o populație de 7420 de locuitori. În 1950, orașul a devenit reședința raionului Curtea de Argeș din regiunea Argeș. În 1968, orașul a revenit la județul Argeș, reînființat. Orașul a fost declarat municipiu în 1995.

## Monumente

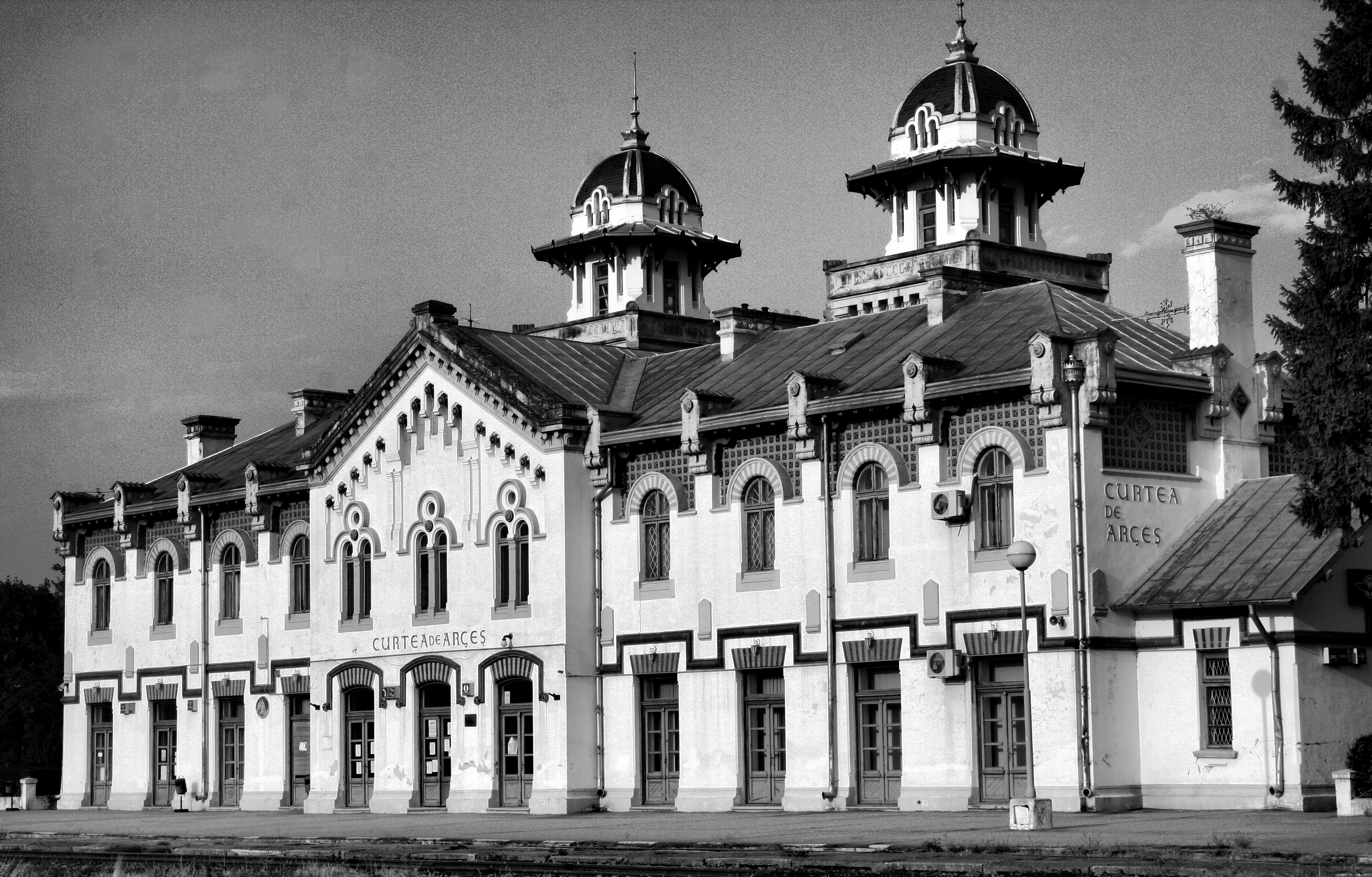
Gara

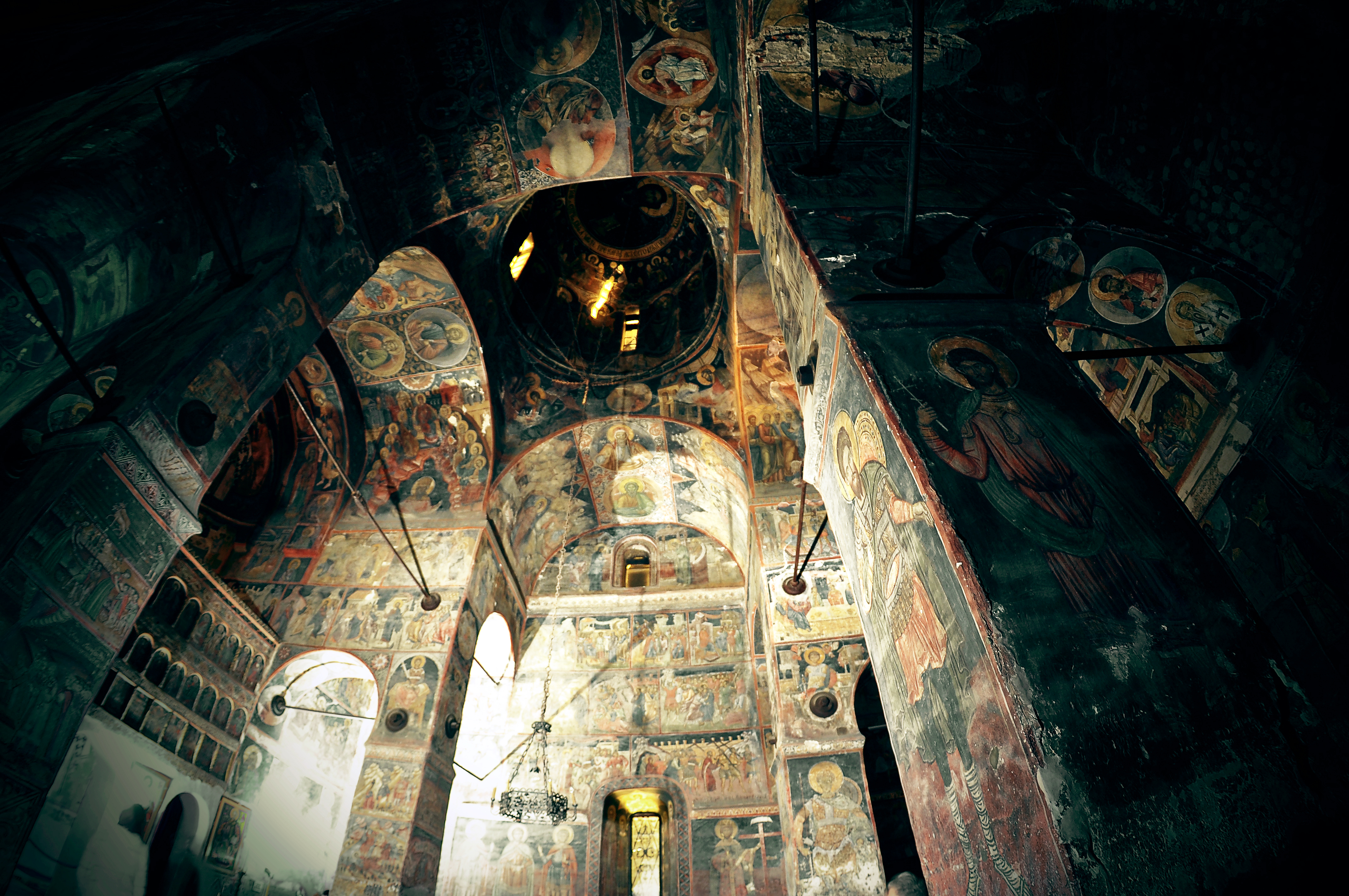
Interiorul Bisericii Domnești

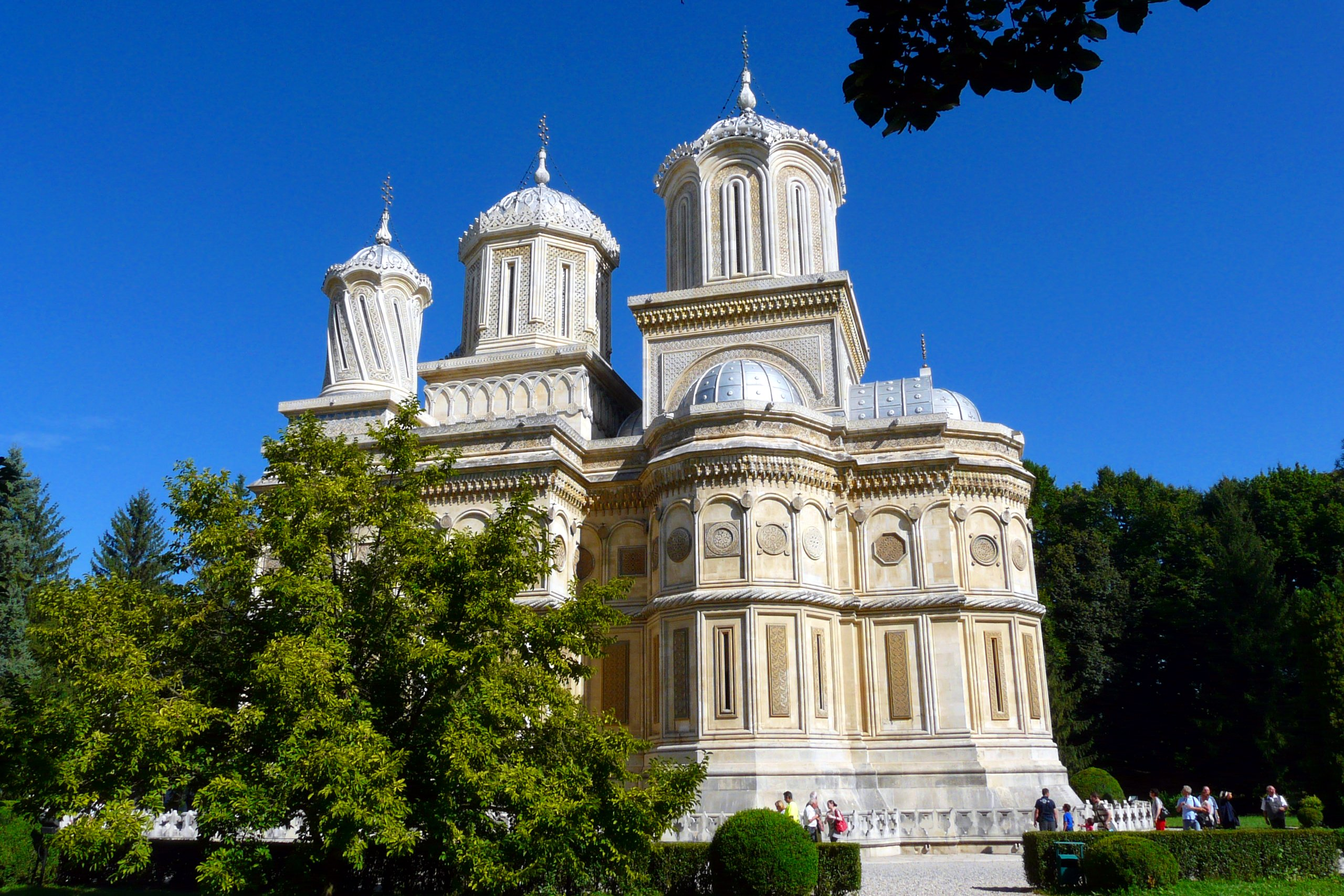
Mănăstirea Curtea de Argeș

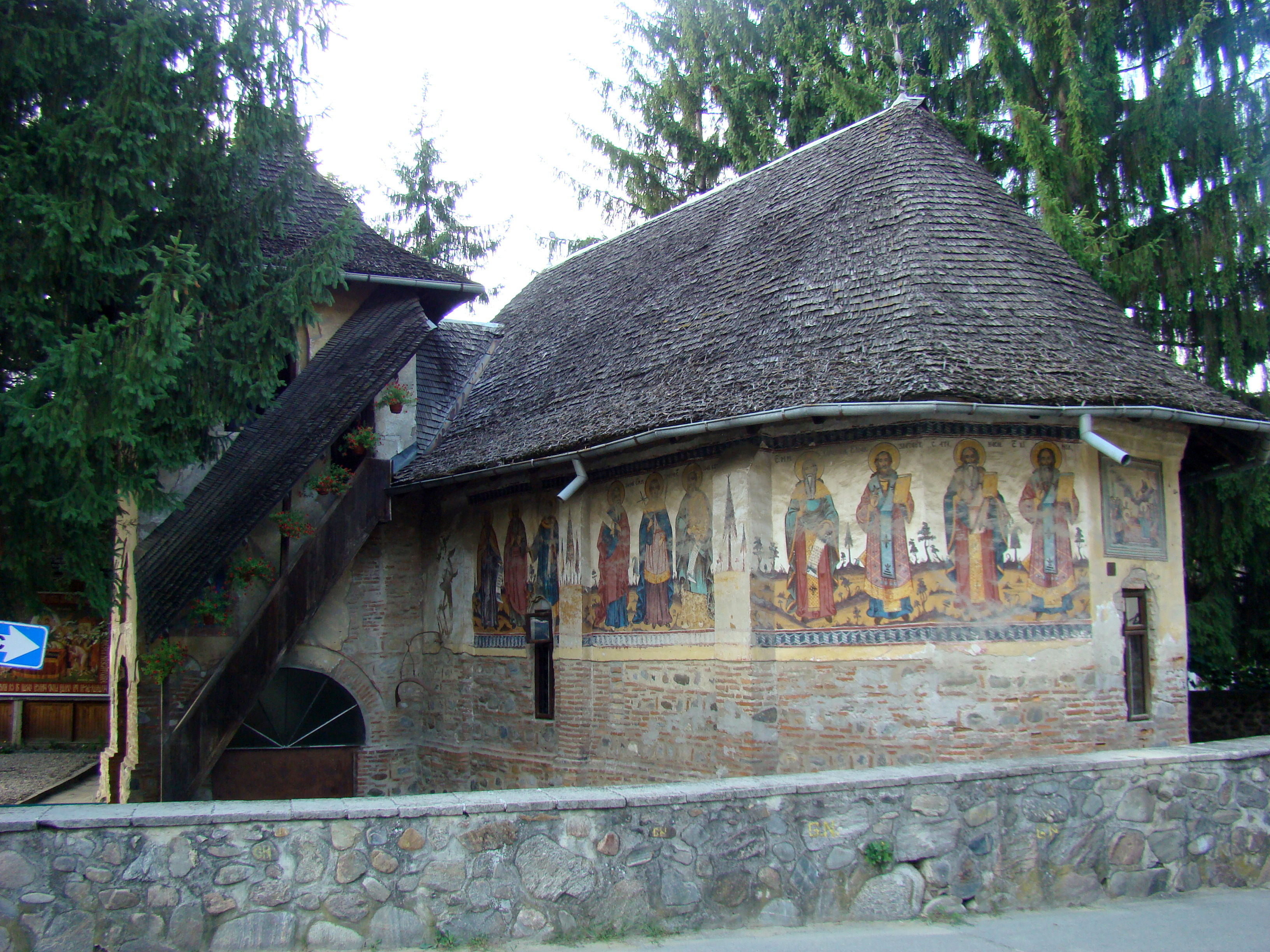
Biserica Olari

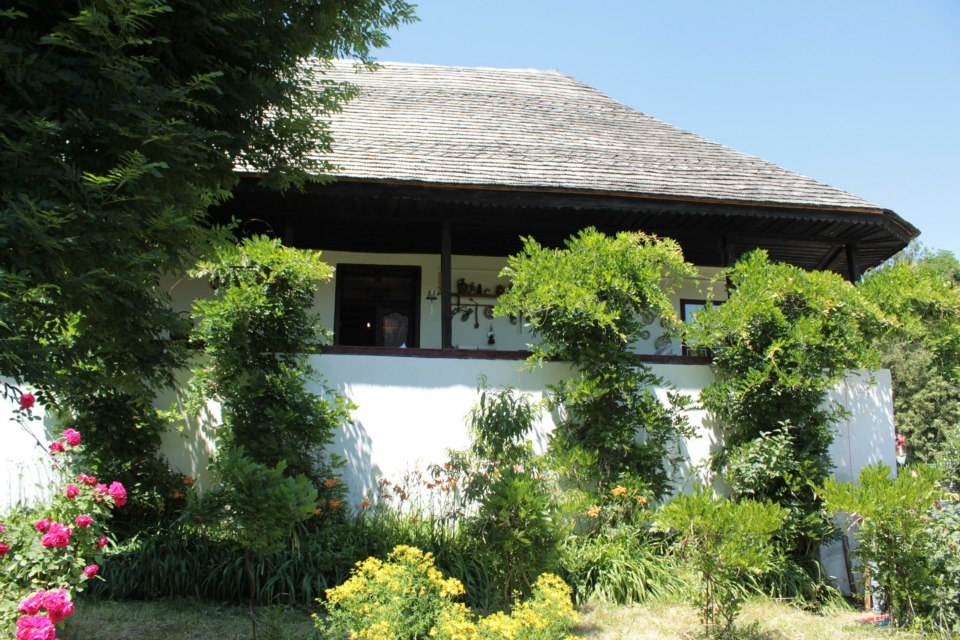
Casa Goangă

În municipiul Curtea de Argeș se află șaisprezece monumente istorice de interes național. Douăsprezece sunt monumentele istorice de arhitectură, între care:
- Situl urban „Orașul istoric Curtea de Argeș” (secolele al XIII-lea–al XX-lea)
- Curtea Domnească (sec. XIV - XVI) — ansamblu alcătuit din biserica „Sf. Nicolae”-Domnesc (1351–1370, înglobează fundațiile bisericii din secolul al XIII-lea), ruinele caselor domnești Basarab I (cca. 1345), ruinele caselor domnești Neagoe Basarab (sec. XVI), Turnul de poartă al incintei bisericii (fostă clopotniță) (1837), Turnul de poartă al Curții Domnești (sec. XIV - XVII), Ruine zid de incintă al primei biserici (sec. XIII), Zid de incintă al bisericii (sec. XVIII - XIX), Zid de incintă al Curții Domnești (sec. XIV - XVII) și o casă tradițională (1867).
- Ansamblul bisericii „Sân Nicoară” (secolul al XIV-lea) — ansamblu alcătuit din ruinele bisericii și parc (secolul al XIX-lea)
- Mănăstirea Argeșului — ansamblu alcătuit din biserica episcopală „Adormirea Maicii Domnului” (1512 - 1517), paraclis (1885), palatul episcopal (1885), clădiri-anexă (1885), parc (1885) și biserica de lemn „Intrarea în biserică” strămutată din satul Palanga, com. Amărăști, jud. Vâlcea (1847). Alte patru elemente sunt monumentele memoriale sau funerare reprezentate de două cruci de piatră (una din 1662, alta din secolele al XVII-lea–al XVIII-lea); fântâna Episcopului Ghenadie (secolul al XIX-lea); și Fântâna Meșterului Manole (începutul secolului al XX-lea).
- Biserica „Intrarea în Biserică”-Brad-Bătușari (1583)
- Ansamblul bisericii „Adormirea Maicii Domnului”-Olari (sec. XVII - XVIII) — ansamblu alcătuit din biserica propriu-zisă (dinainte de 1687), zidul de incintă (secolele al XVII-lea–al XVIII-lea) și Cruci
- Biserica „Sf. Voievozi”-Flămânzești (sec. XVII)
- Biserica „Sf. Îngeri” (1717)
- Biserica „Adormirea Maicii Domnului”-Drujești (1793-1795)
- Casa Goangă (1795)
- Casa Cioculeștilor (1851)
- Casa Rădulescu
- Casa Chiriță
- Casa Teodorescu
- Vila Rozelor
- Casa Dumitru Norocea
- Casa Călinescu
- Fostul Hotel Royal
- Școala generală „Carol I"
- Bustul lui Constantin Dobrescu-Argeș
- Gara (1880)
- Muzeul municipal
- Protoieria orașului Curtea de Argeș
- Liceul Tehnologic „Constantin Dobrescu”
- Poșta Veche (1895)

### Biserica Domnească
În centrul orașului se află vestigiile Curții Domnești, întemeiată probabil în secolul al XIII-lea și reînnoită către anul 1340. Incinta patrulateră neregulată era mărginită de ziduri de piatră. Din acest ansamblu s-au păstrat două pivnițe de case domnești. Biserica Domnească inițială, Sf. Nicolae din secolul al XIII-lea, a fost o construcție pe plan de cruce liberă care a fost înlocuită în 1352 de o ctitorie a lui Basarab I, singurul monument religios de mare amploare care s-a păstrat în Țara Românească din secolul al XIV-lea.
Planul său aparține tipului „cruce greacă înscrisă“, varianta constantinopolitană, încheiată cu trei abside la răsărit. Pronaosul impozantei clădiri rămâne îngust și este boltit în semicilindru transversal, având în mijloc o cupolă elipsoidală. Naosul pătrat este în schimb foarte mare și are un sistem de boltire în care patru semicilindri axiali sunt orânduiți sub forma unei cruci "grecești" cu brațe egale. Boltirea este susținută de patru stâlpi de secțiune pătrată din mijlocul naosului, peste care se înalță o turlă monumentală.
Pictura murală a bisericii datează în mare parte din vremea lui Vlaicu Vodă (1364-1366) aparținând stilului paleolog, dar s-au păstrat și fragmente de frescă din secolul al XVIII-lea. Aspectul exterior este dominat de zidăria aparentă cu piatră de râu și cărămidă, cu rosturi de mortar sclivisit. Biserica a servit mult timp ca necropolă domnitorilor munteni, ea adăpostește de pildă mormântul lui Vlaicu Vodă, și a fost renovată în secolul al XVIII-lea. Din această perioadă datează ancadramentele din piatră sculptată ale ferestrelor. În mormântul lui Vlaicu Vodă s-au găsit numeroase mărturii arheologice ale secolului al XIV-lea, printre care și „paftaua de la Argeș“.

### Mănăstirea Curtea de Argeș
Biserica episcopală, cunoscută mai bine sub denumirea de Mănăstirea Curtea de Argeș, o ctitorie a lui Neagoe Basarab (1512-1517), este caracterizată printr-un naos larg și turla înaltă deasupra naosului. Fațada de vest este de asemenea încununată cu turle.
În timpul lui Carol I, catedrala a fost transformată în necropolă pentru familia regală a României. În biserica episcopală se găsesc mormintele regilor Carol I și Ferdinand I (împreună cu soțiile lor), iar în anul 2003 a fost repatriat și Regele Carol al II-lea împreună cu Elena Lupescu, aceasta fiind înhumată în cimitirul mănăstirii. În afară de mormintele regale, la Mănăstirea Curtea de Argeș se află și moaștele sfintei Filofteia.
Dacă în 1857 complexul monastic era păstrat în întregime, două incendii din 1866 și 1867 au distrus clădirile seminarului, respectiv locuințele, paraclisul și turnul de intrare. La inițiativa lui Carol I, biserica a fost restaurată începând cu 1875 de către arhitectul francez Lecomte du Noüy, ceea ce a dus la înlocuirea frescei originale cu o pictură nouă și la alte modificări radicale ale structurii interioare. În anul 1886 s-a terminat restaurarea bisericii și a început construirea palatului regal din latura de est a complexului, care va fi mai târziu transformat în palat episcopal.
Legenda cunoscutei Mănăstiri spune că Neagoe Basarab l-a angajat pe meșterul Manole să o construiască. Însă tot ceea ce clădea în timpul zilei, noaptea se dărâma. Într-o noapte, meșterul visă un înger ce îi spuse că trebuie să își sacrifice soția, Ana, pe care ar urma să o clădească în zidurile Mănăstirii. A doua zi când Ana a venit la Manole să îi aducă mâncare, a zidit-o, și astfel, Mănăstirea a putut să fie construită.

### Fântâna Meșterului Manole
Localizată în imediata apropriere a Mănăstirii, fântâna este faimoasă datorită legendei potrivit căreia apa izvorăște din locul unde a căzut Manole după ce Neagoe Basarab a hotărât să-l abandoneze pe acoperișul edificiului pe care îl ridicase. Potrivit legendei, după ce si-a văzut ridicată frumoasa mănăstire, Neagoe Basarab i-a întrebat pe meșteri dacă mai pot înalța încă una la fel. Răspunsul afirmativ l-a nemulțumit pe domn, el dorind sa fie singurul care deține un lăcaș atât de frumos. Acesta a poruncit să se demonteze schelele, iar pentru a se salva, meșterii și-au făcut aripi din șindrilă, încercând sa zboare. Nu au reușit însă să se salveze, iar pe locul unde a căzut trupul lui Manole ar fi țâșnit un izvor cu apă cristalină.

### Biserica Sân Nicoară
Biserica Sân Nicoară sau „Biserica Sf. Nicolae cel Mic”, cum o mai numeau localnicii, pentru a o deosebi de cea domnească, a fost clădită pe un platou înalt, probabil împreună cu prima curte domnească, începutul secolului al XIV-lea. Arhitectura este tipică pentru recepția artei bizantine în Balcani, așa cum este ea reprezentată de cetatea Severinului. Planul acestui edificiu de mici dimensiuni este un dreptunghi compartimentat în pronaos și naos, încheiat în partea estică cu o absidă semicirculară. Aceasta este însoțită de două absidiole pentru pastoforii. Biserica a fost ctitorită de vestita Clara Dobokai, soția lui Basarab I și mama vitregă a voievodului Vlaicu-Vodă. Aici își avea așezarea Episcopia Catolică a Țării Românești, până la desființarea sa în 1519. Turnul înalt, care domină așezarea, era folosit și ca foișor de foc și post de observație, între el și turnul-donjon al Cetății Poienari existând un sistem de comunicare la distanță. De aici, prin intermediul unor făclii aprinse, era semnalizată apropierea dușmanilor către ultimul refugiu al domnilor români, aflat la 25 de kilometri depărtare. În vremurile îndepărtate exista un tunel, care astăzi este accesibil numai până la jumatăte, de acces între acest edificiu și Biserica Domnească, ce trece pe sub drumul ce le desparte, șoseaua de legătura Pitești-Curtea de Argeș-Transfăgărășan.

### Casa Goangă
Unul dintre cele mai mari și distinctive monumente arhitectonice în stil tradițional argeșean, Casa Goangă (Str. Viorelelor Nr. 1) a fost construită în secolul XIX și se distinge prin amploarea cerdacului și a spațiilor interioare. Casa a aparținut familiei Ștefănescu Goangă, printre membrii căreia s-au numărat mai multe personalități de marcă: omul politic Mihail Ștefănescu-Goangă, psihologul și rectorul Florian Ștefănescu-Goangă și celebrul bariton Petre Ștefănescu Goangă.

### Alte case în stil argeșean
Între casele construite în stil tradițional argeșean în oraș, au rămas în bună stare de conservare Casa Cioculeștilor, Casa Armand Călinescu și Casa Teodorescu. Printre ele se număra până in anul 2008 și Casa Corbeanu, care a fost însă demolată deși era protejată ca obiectiv de patrimoniu în centrul sitului istoric.

### Biserica Olari
Biserica Adormirea Maicii Domnului - Olari, datată ante 1687.  Reprezintă o îmbinare originală de modele cu inovații locale: un plan dreptunghiular, similar unor biserici moldovenești, terminat în abside poligonale. Are un pronaos poligonal, acoperit cu o boltă perforată de lunete cilindrice, în timp ce peste naos se află o cupolă în secțiune frântă. Frescele exterioare au fost executate de un meșter local în 1869.

### Biserica Sfântul Gheorghe
Biserica Sfântul Gheorghe, ridicată între anii 1934-1936, după planurile arhitectului D. Berechet, pe locul unei biserici din 1793 distrusă de un incendiu în 1913. Plastica arhitecturală reia, cu modificări, modelul bisericilor muntenești de secolul al XVII-lea: plan trilobat, cu turlă pe naos și pronaos și fațadă în două registre de nișe, separate printr-un brâu.

### Biserica Brad-Bătușari
Biserica „Intrarea în Biserică a Maicii Domnului” Brad - Bătușari din Curtea de Argeș a fost ctitorită de domnitorul Petru Cercel între 1583-1585. Este refăcută în 1819 când se pierde întreaga substanță istorică de secol XVI. Între 1884-1888 i se adaugă pridvorul și turnul-clopotniță. Corpul vechii biserici, de plan dreptunghiular, cu naos și pronaos, este marcat pe fațadă de cornișa în dinți de fierăstrău și de o porțiune a brâului median.

## Demografie
Componența etnică a municipiului Curtea de Argeș
     Români (87,43%)
     Alte etnii (0,52%)
     Necunoscută (12,05%)
Componența confesională a municipiului Curtea de Argeș
     Ortodocși (85,78%)
     Alte religii (1,36%)
     Necunoscută (12,86%)
Conform recensământului efectuat în 2021, populația municipiului Curtea de Argeș se ridică la 25.977 de locuitori, în scădere față de recensământul anterior din 2011, când fuseseră înregistrați 27.359 de locuitori. Majoritatea locuitorilor sunt români (87,43%), iar pentru 12,05% nu se cunoaște apartenența etnică. Din punct de vedere confesional, majoritatea locuitorilor sunt ortodocși (85,78%), iar pentru 12,86% nu se cunoaște apartenența confesională.
010.00020.00030.00040.00019121948196619922011populațiePopulația istorică din Curtea de Argeș
Date: Recensăminte sau birourile de statistică - grafică realizată de Wikipedia

## Politică și administrație
Municipiul Curtea de Argeș este administrat de un primar și un consiliu local compus din 19 consilieri. Primarul, Constantin Panțurescu[*], de la Partidul Social Democrat, este în funcție din 2016. Începând cu alegerile locale din 2024, consiliul local are următoarea componență pe partide politice:
|  | Partid                          | Consilieri | Componența Consiliului | Componența Consiliului | Componența Consiliului | Componența Consiliului | Componența Consiliului | Componența Consiliului | Componența Consiliului | Componența Consiliului |
|  | ------------------------------- | ---------- | ---------------------- | ---------------------- | ---------------------- | ---------------------- | ---------------------- | ---------------------- | ---------------------- | ---------------------- |
|  | Partidul Social Democrat        | 8          |                        |                        |                        |                        |                        |                        |                        |                        |
|  | Partidul Național Liberal       | 5          |                        |                        |                        |                        |                        |                        |                        |                        |
|  | Uniunea Salvați România         | 3          |                        |                        |                        |                        |                        |                        |                        |                        |
|  | Alianța pentru Unirea Românilor | 2          |                        |                        |                        |                        |                        |                        |                        |                        |
|  | Partidul Mișcarea Populară      | 1          |                        |                        |                        |                        |                        |                        |                        |                        |

În sistemul judecătoresc, la Curtea de Argeș funcționează o judecătorie, subordonată Tribunalului Pitești, judecătorie ce are în circumscripția sa municipiul și 20 de comune din nord-vestul județului Argeș.

## Personalități
- Negru Vodă, fondatorul și primul domn al Țării Românești;
- Basarab I (1310-1352), domn al Țării Românești și ctitorului curții domnești de la Curtea de Argeș;
- Neagoe Basarab (1512-1521), domn al Țării Românești, ctitorul Mănăstirii Curtea de Argeș;
- Clara Dobokai (cca. 1320-1370), nobilă catolică de origine maghiară, soția lui Basarab I;
- Vlaicu Vodă (1325-1377), domn al Țării Românești, a extins domnia sa asupra cetăților Severin, Almaș și Făgăraș;
- Radu I (1330-1383), domn al Țării Românești, a cucerit cetatea Vidinului;
- Mircea cel Bătrân (1355-1418), domn al Țării Românești, a rezistat cu succes repetatelor încercări de expansiune ale Imperiului Otoman;
- Constantin Căpităneanu (1844-1893), astronom, geodez;
- Urmuz (1883-1923), scriitor, pionier literar al avangardei și suprarealismului;
- Mihail Ștefănescu-Goangă (1868-1956), principalul lider politic al orașului în perioada interbelică;
- Florian Ștefănescu-Goangă (1881-1958), pionier al psihologiei experimentale la nivel mondial și rector al Universității Regele Ferdinand I din Cluj;
- Petre Ștefănescu Goangă (1902-1973), bariton și solist al Operei Naționale Române;
- Mattei Dogan (1920-2010), sociolog și politolog francez de origine română;
- Nicolae Pleșiță (1929-2009), șef al Direcției de Informații Externe (DIE), general de Securitate și torționar al regimului comunist;
- Bogdan Suceavă (n. 1969), scriitor, matematician;
- Aurelian Preda (1970 - 2016), cântăreț de muzică populară;
- Alina Gorghiu (n. 1978), politician, președinte al Partidului Național Liberal;
- Emil Ivănescu (n. 1978), arhitect;
- Aurelian Preda (1970 - 2016), cântăreț de muzică populară;
- Paisie Gheorghe (n. 1971), episcop;
- Cristian Ciobanu (n. 1994), fotbalist;
- Mihai Lixandru (n. 2001), fotbalist.

## Orașe înfrățite
- Nevers, Franța, 1992
- San Giuliano Milanese, Italia, 2003

## Imagini, monumentele istorice din Curtea de Argeș

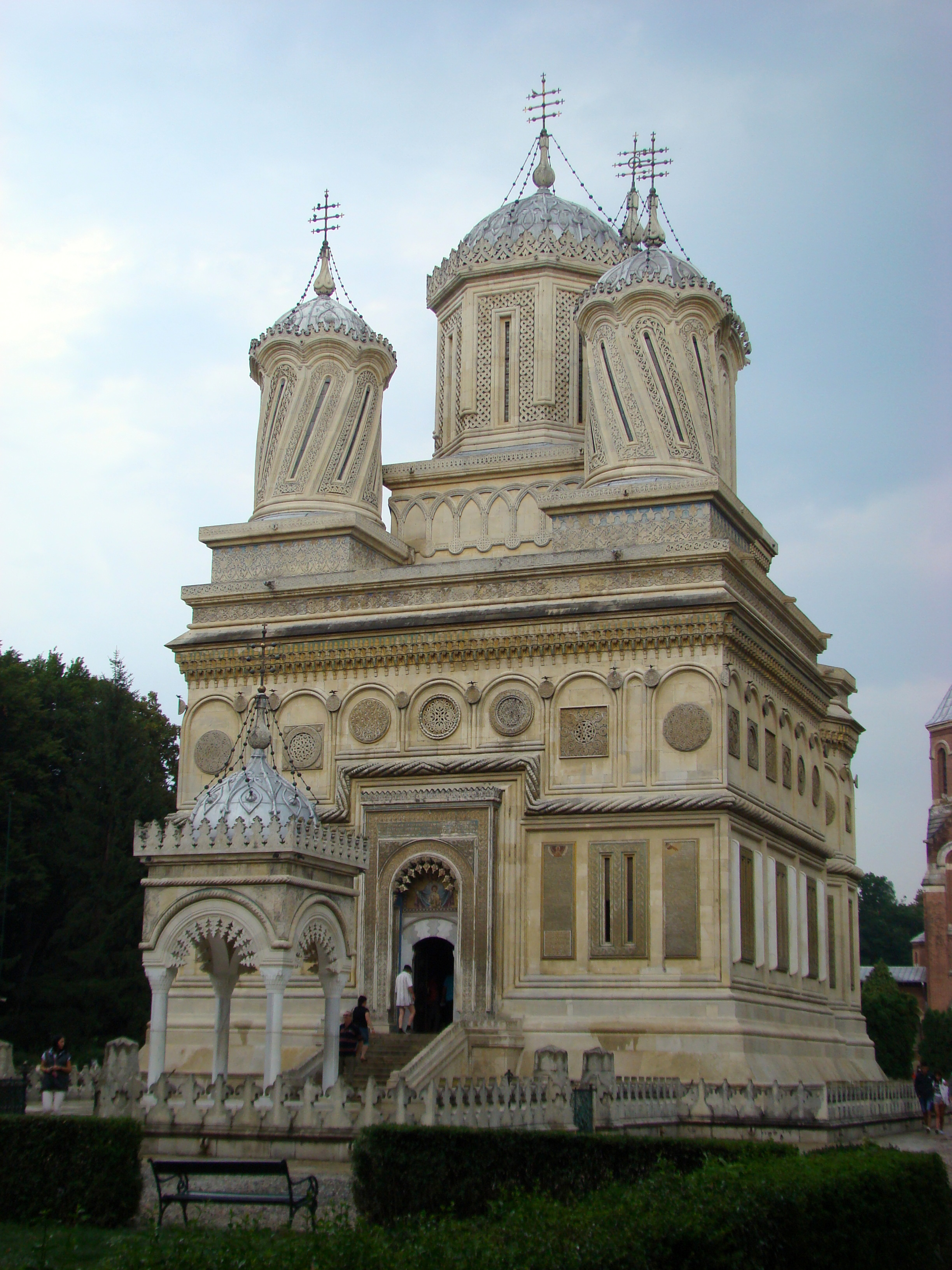
Catedrala Episcopală
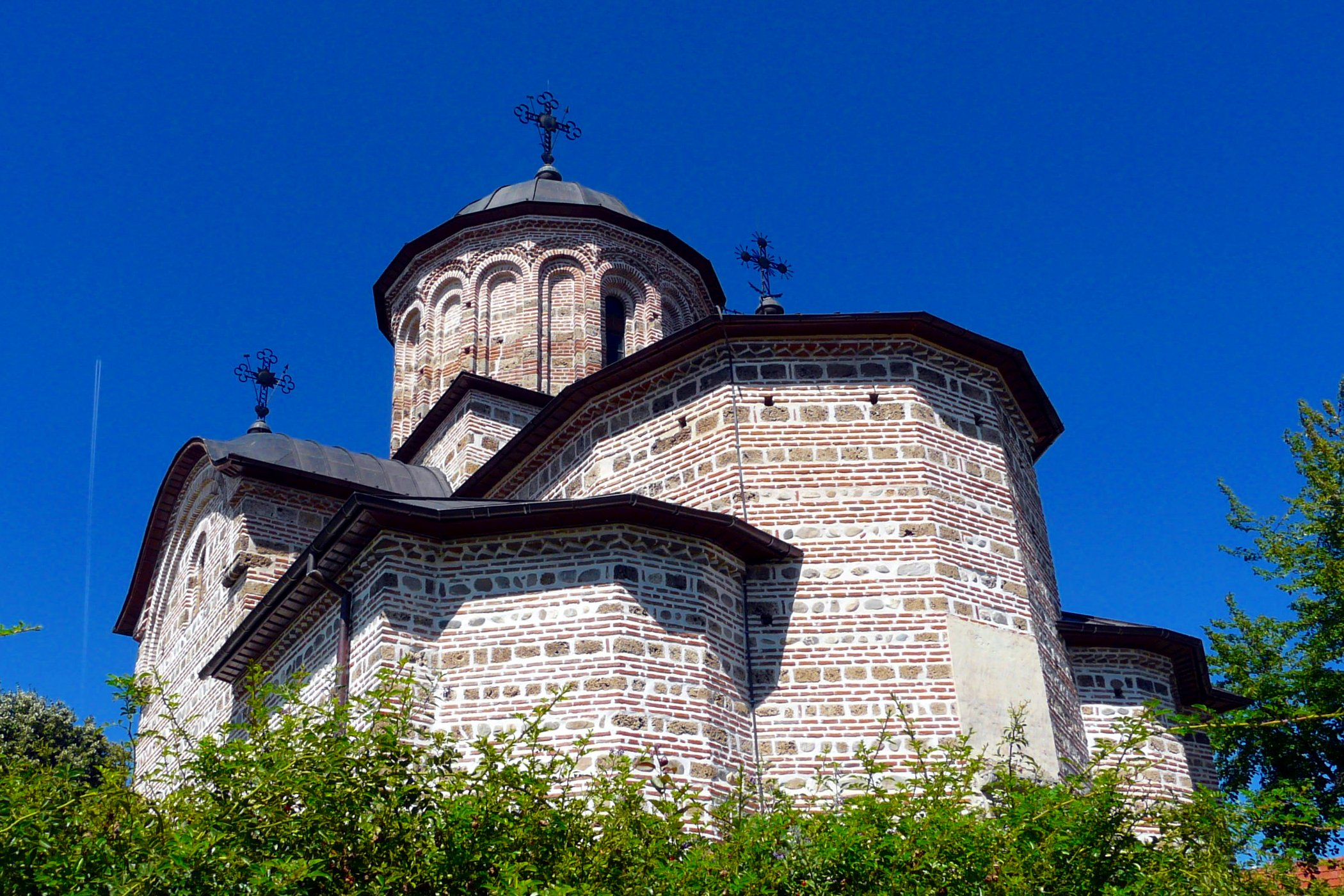
Biserica Domnească
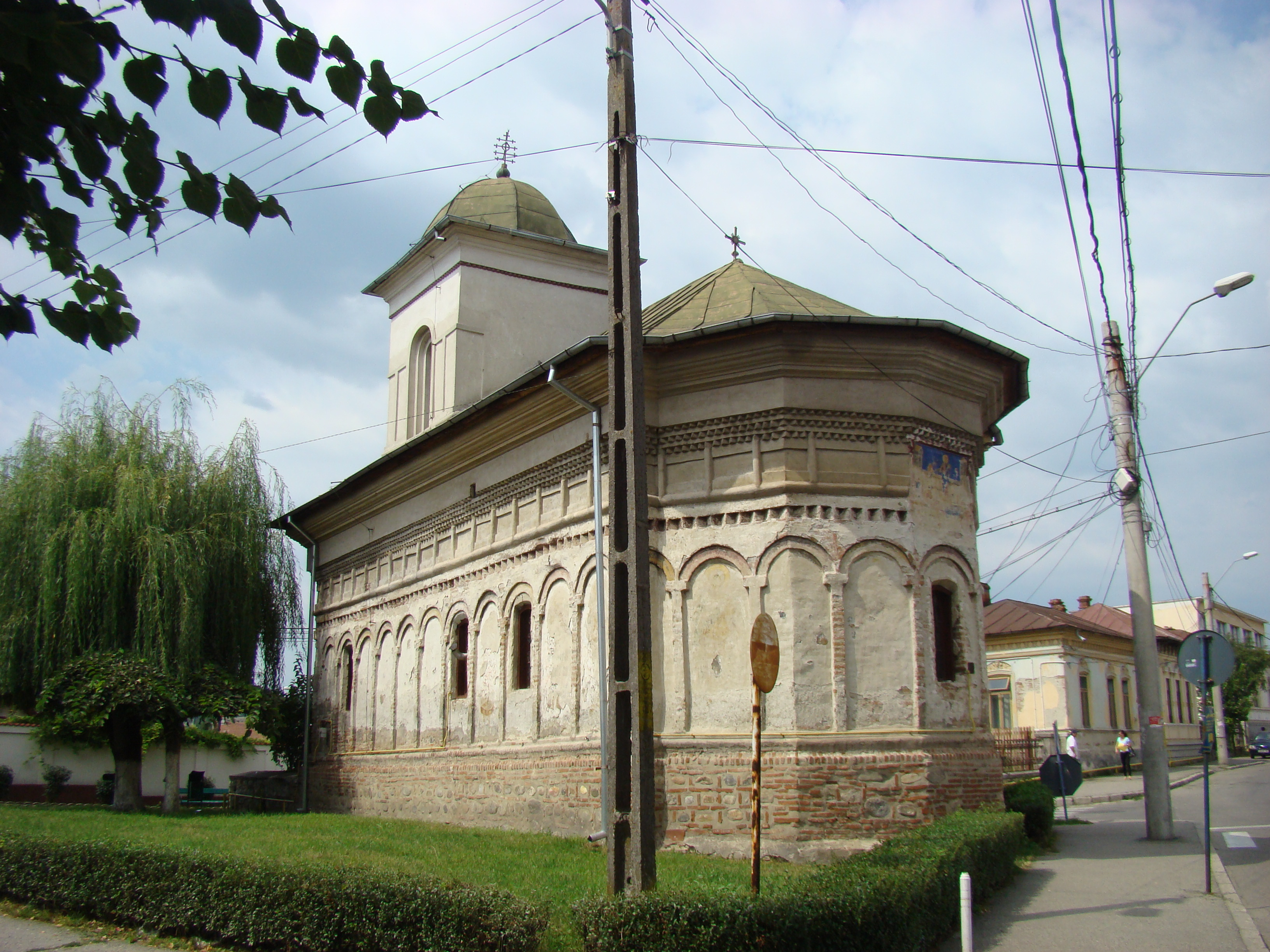
Biserica Drujești, Str. Negru Vodă nr. 48
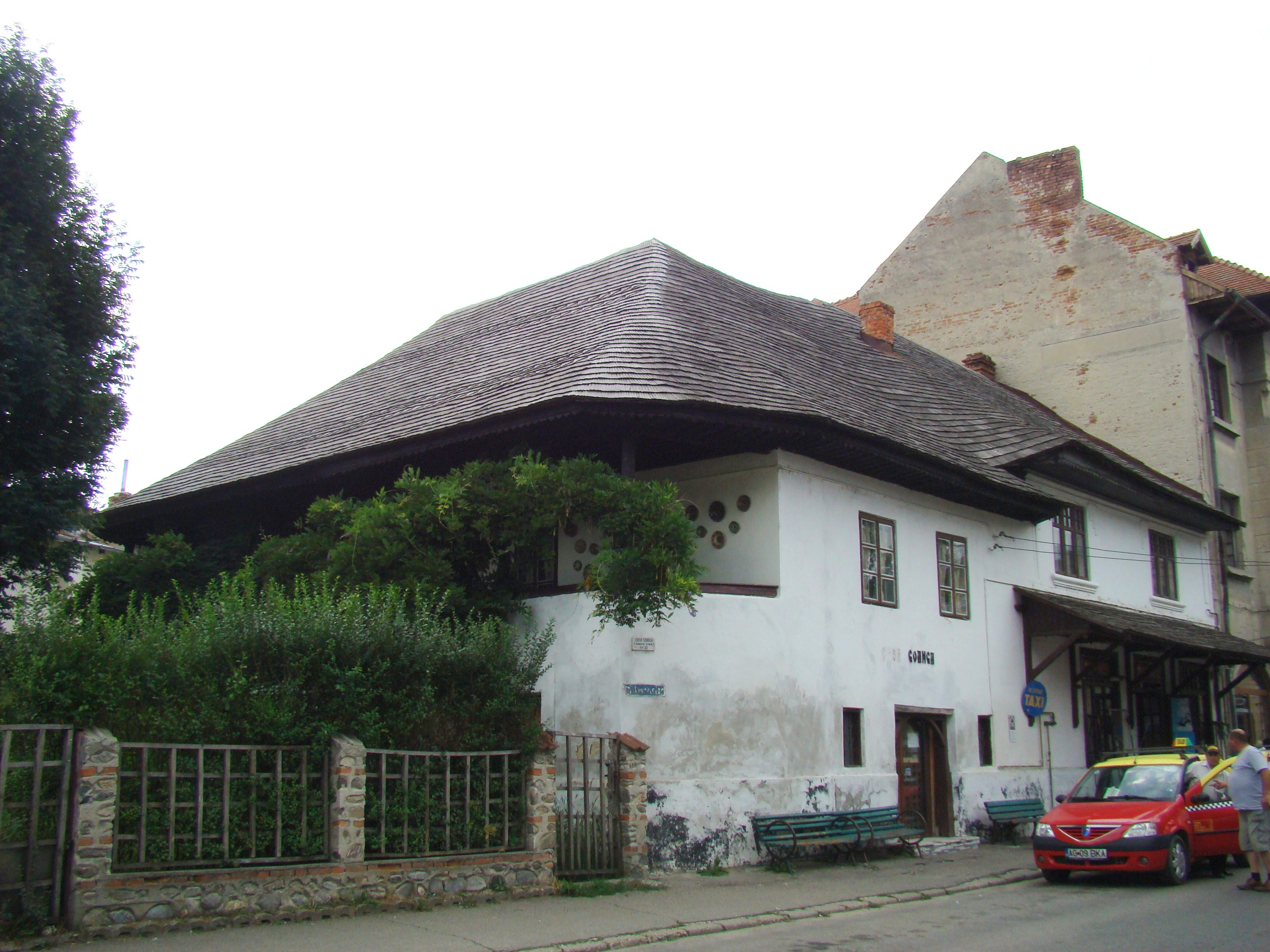
Casa Goangă
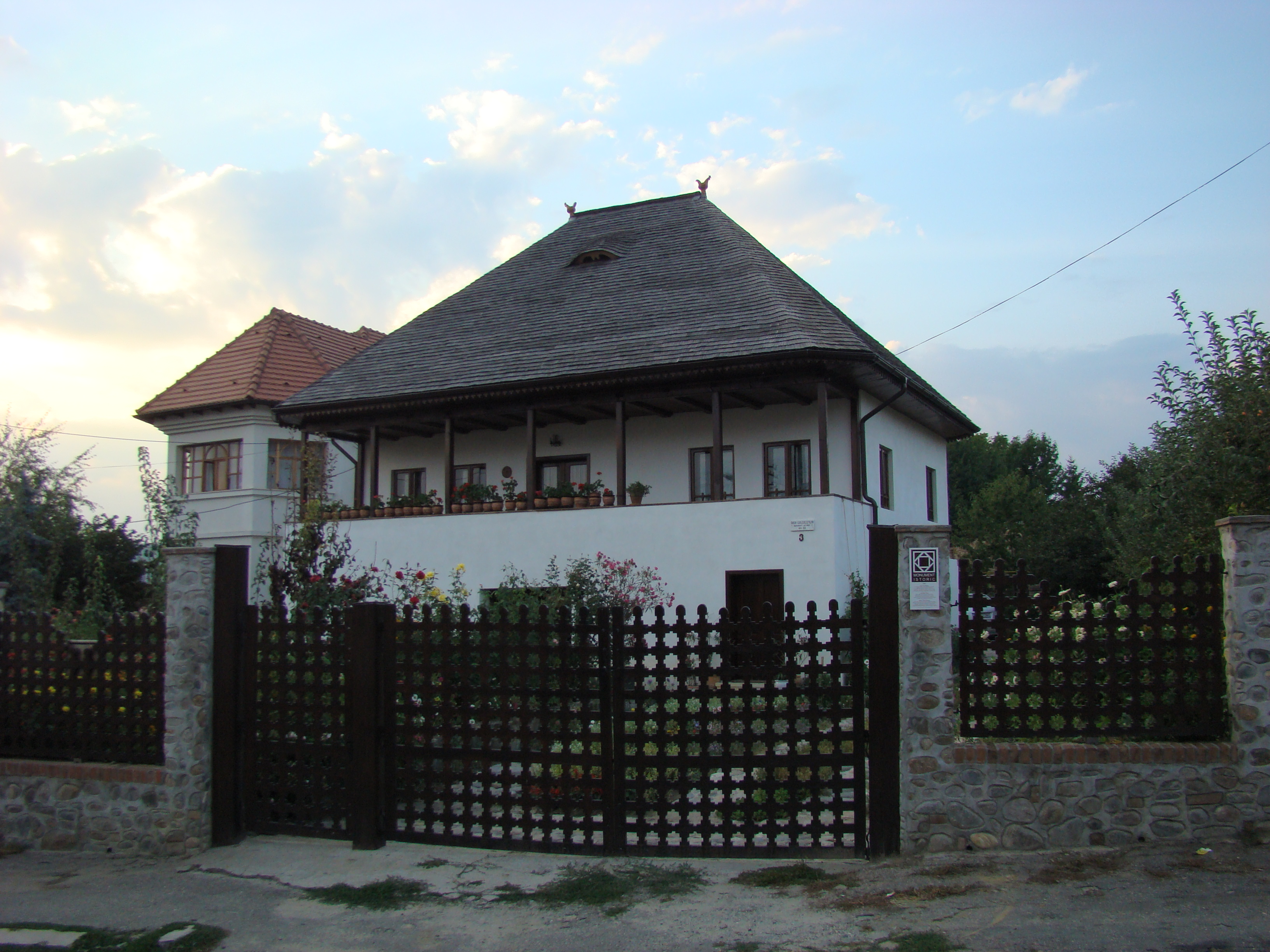
Casa Cioculeștilor
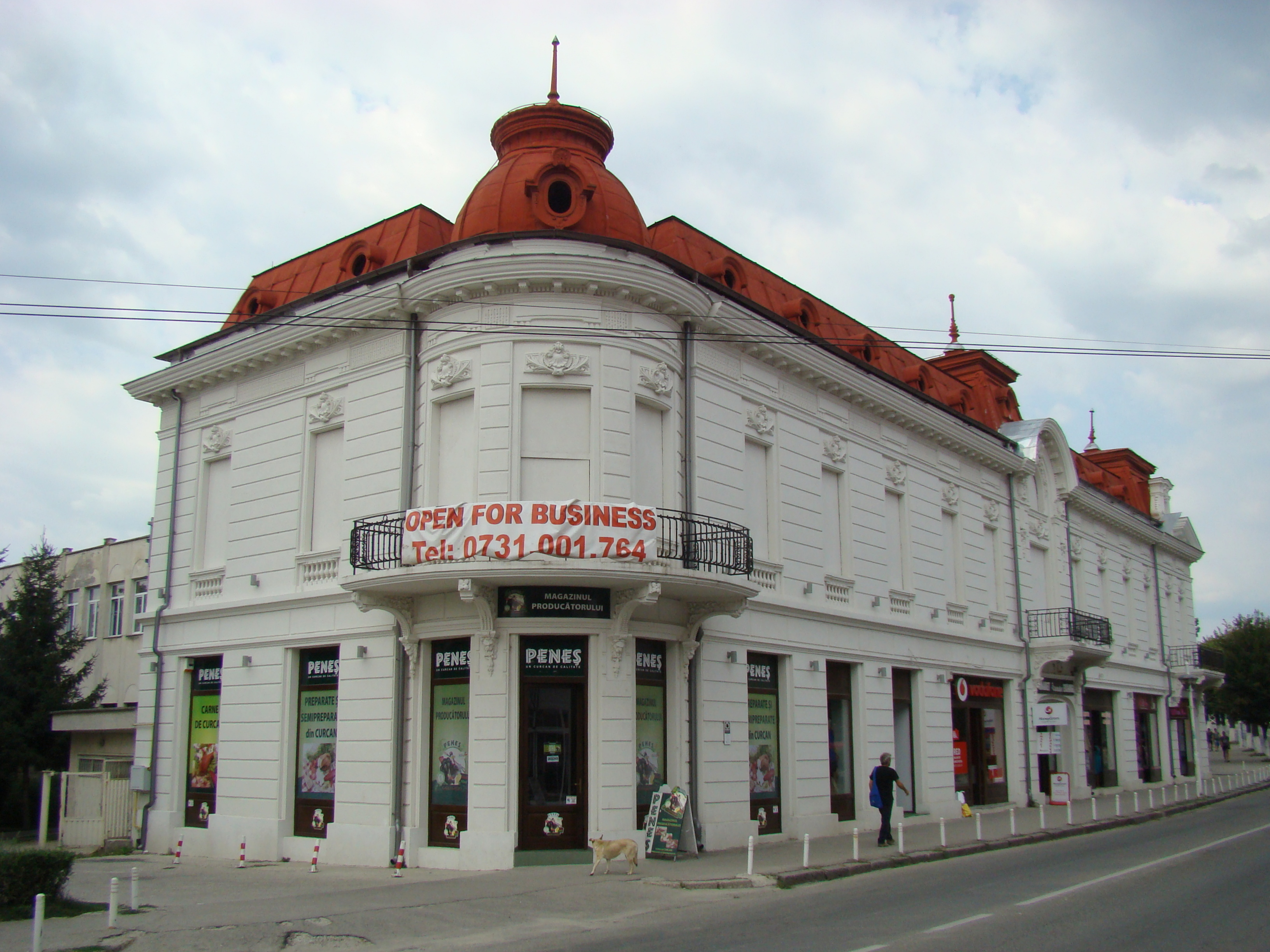
Fostul Hotel Royal
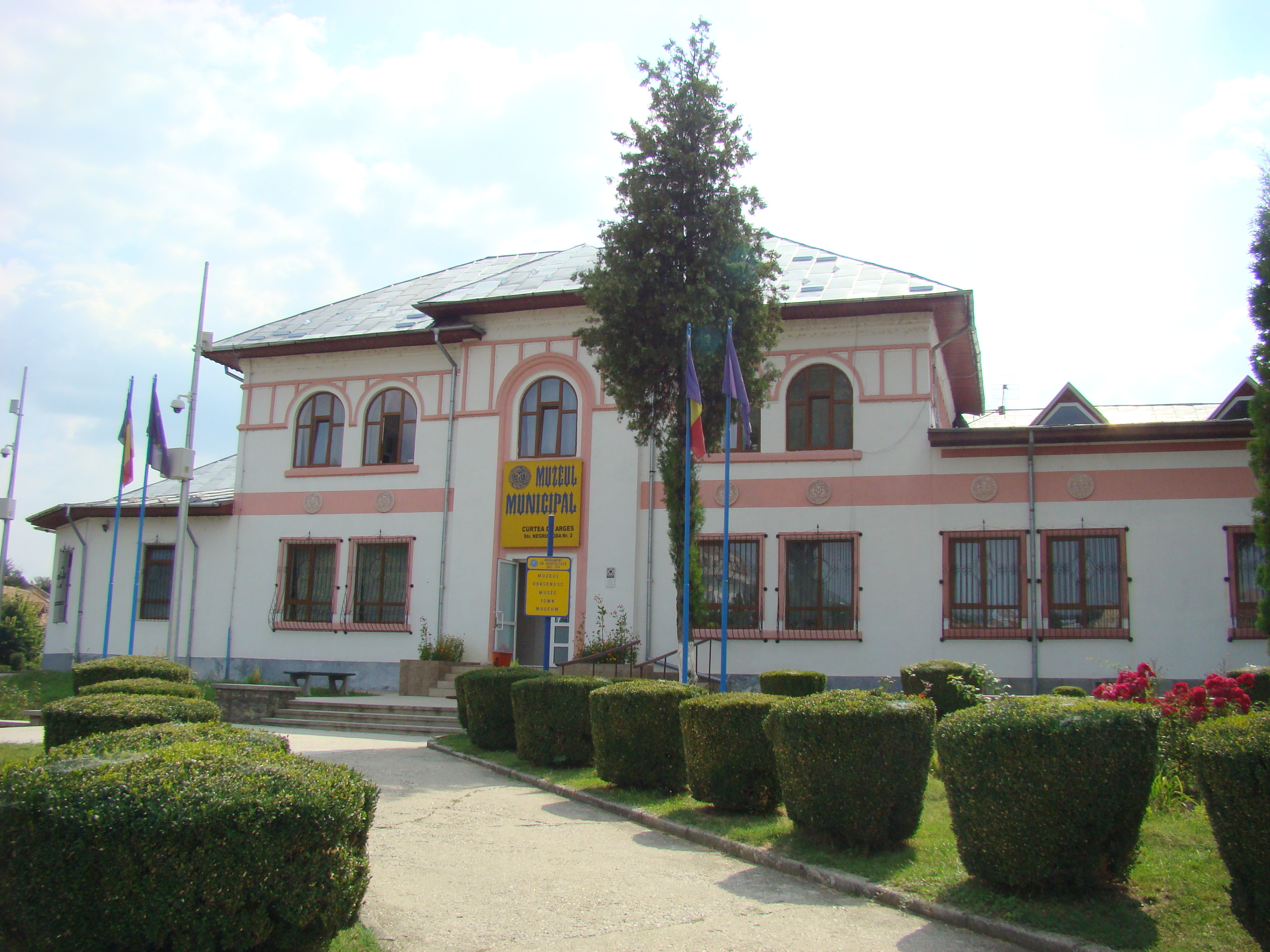
Fostul spital, azi Muzeul Municipal Curtea de Argeș
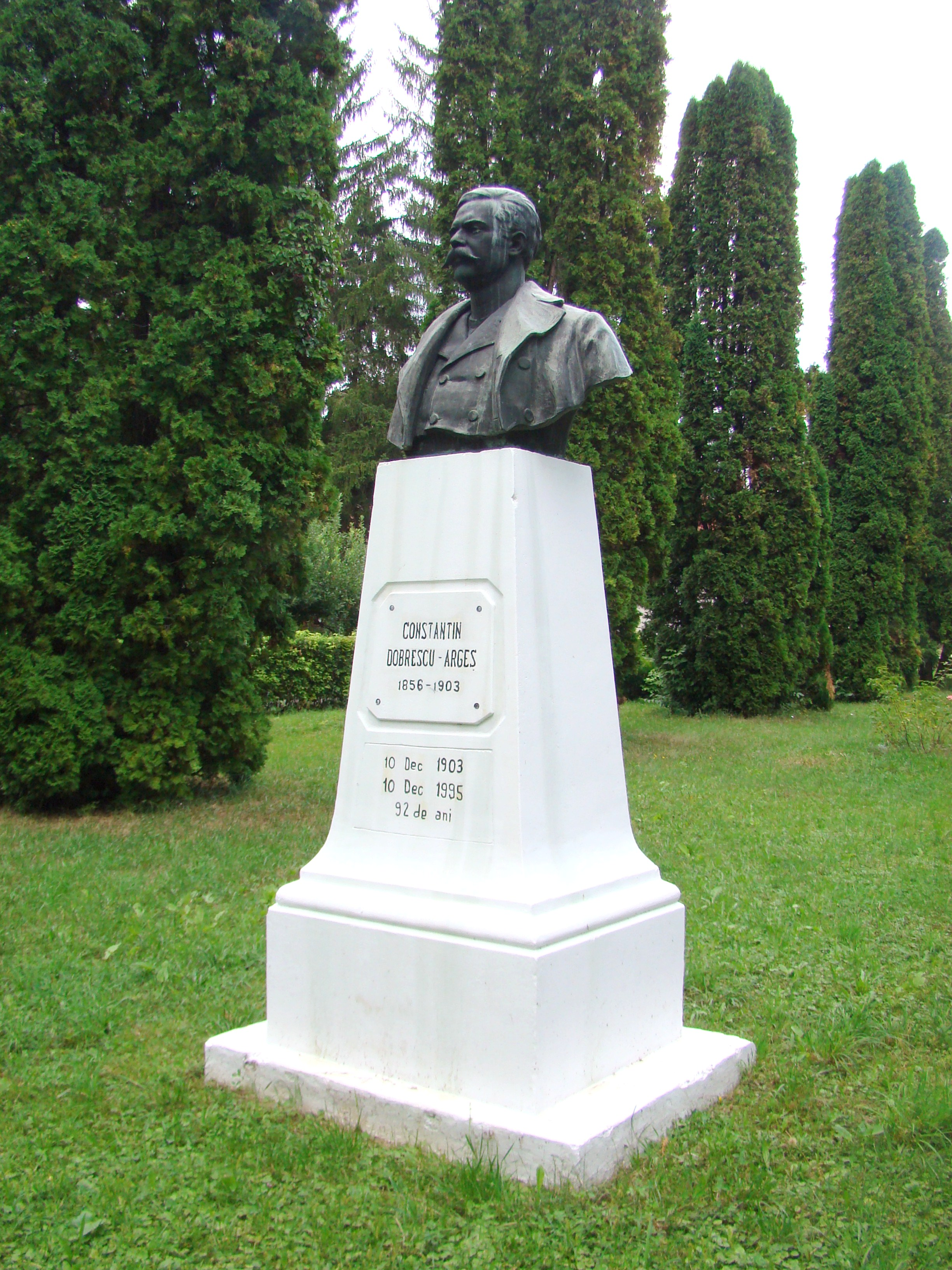
Bustul lui C. Dobrescu Argeș din curtea Grupului Școlar Agricol
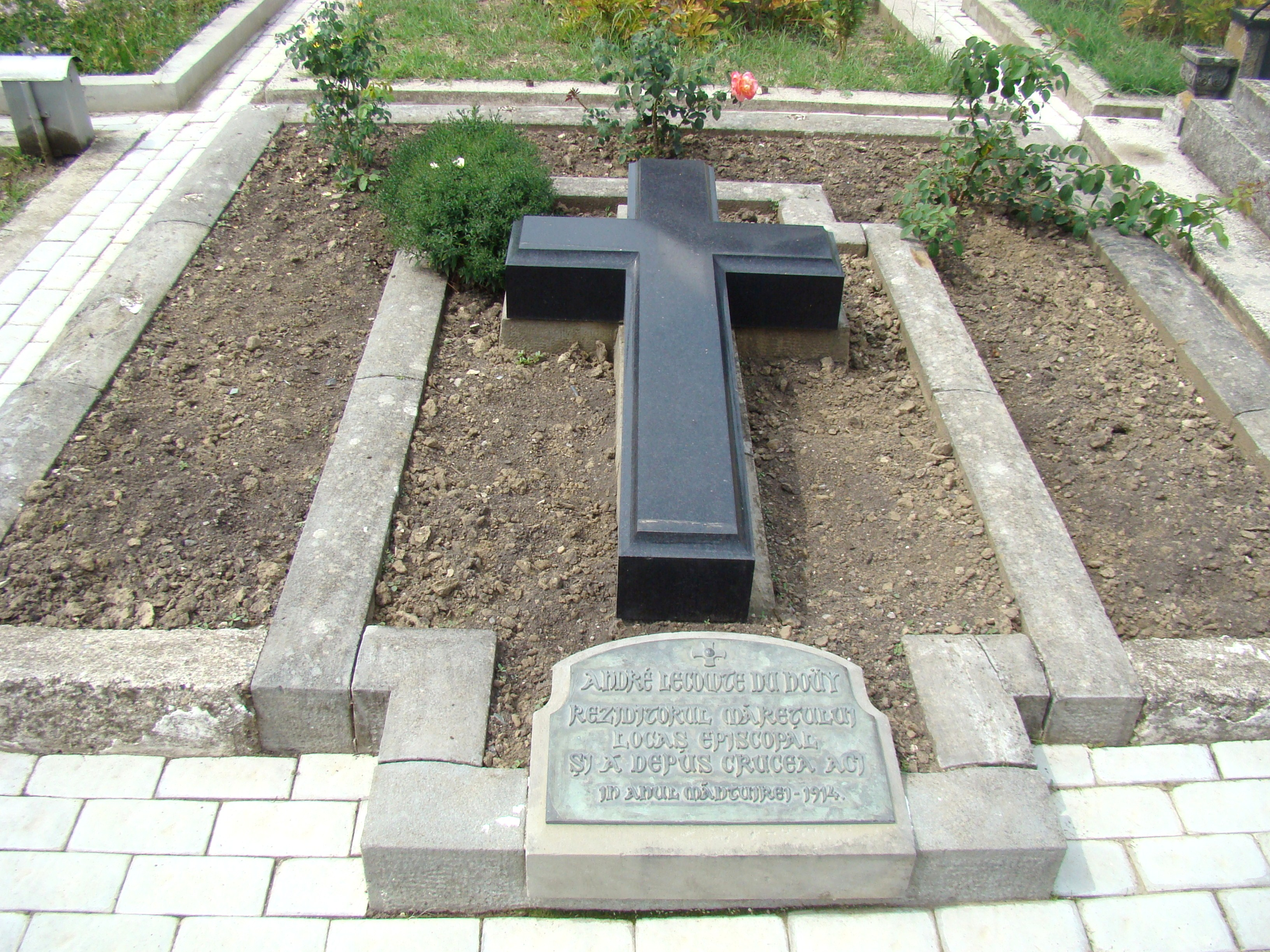
Mormântul arhitectului Emile André Lecomte du Noüy
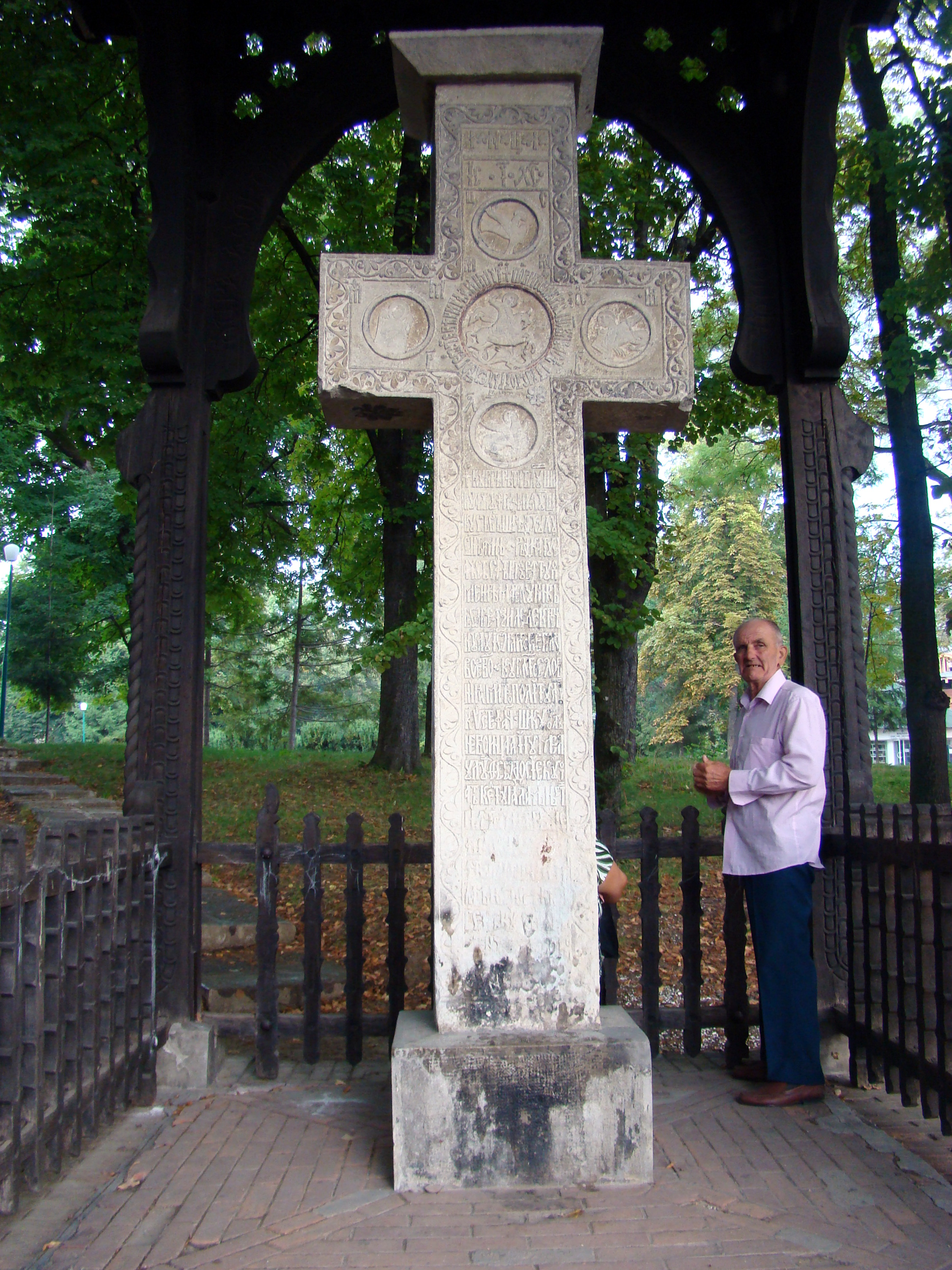
Cruce de piatră în incinta Mănăstirii Argeșului, Str. Basarabilor nr. 1
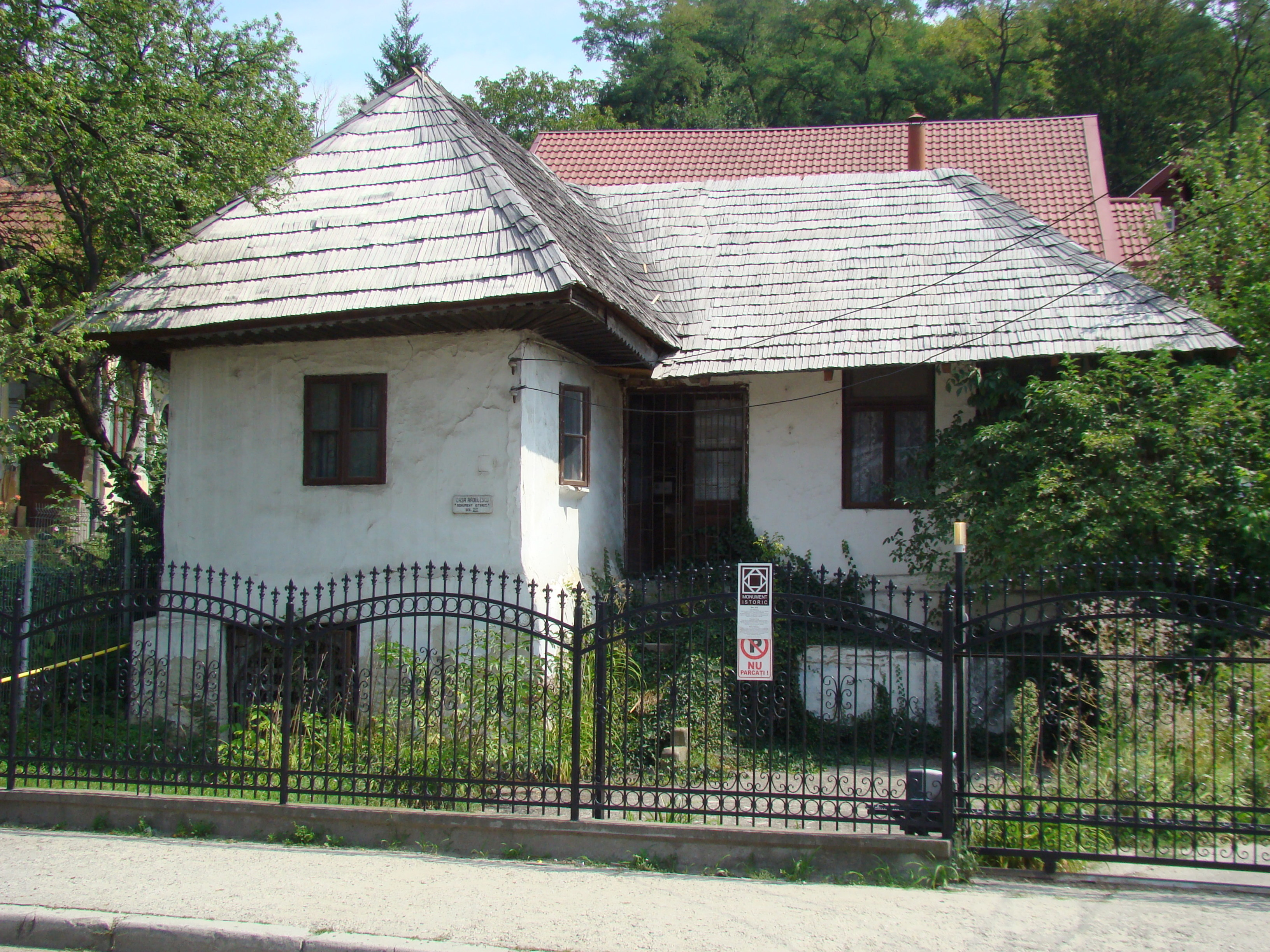
Casa Rădulescu
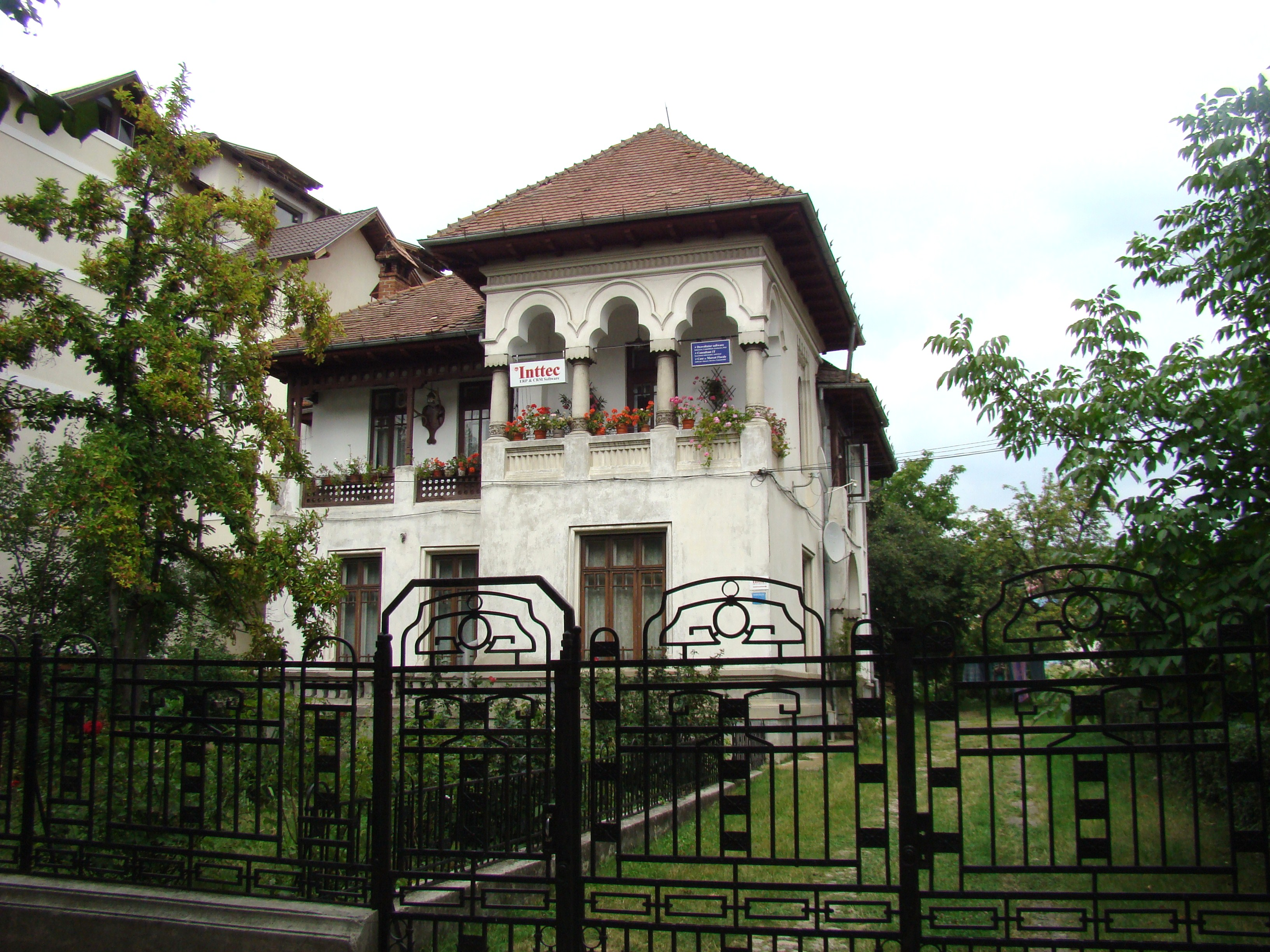
Casa Chiriță
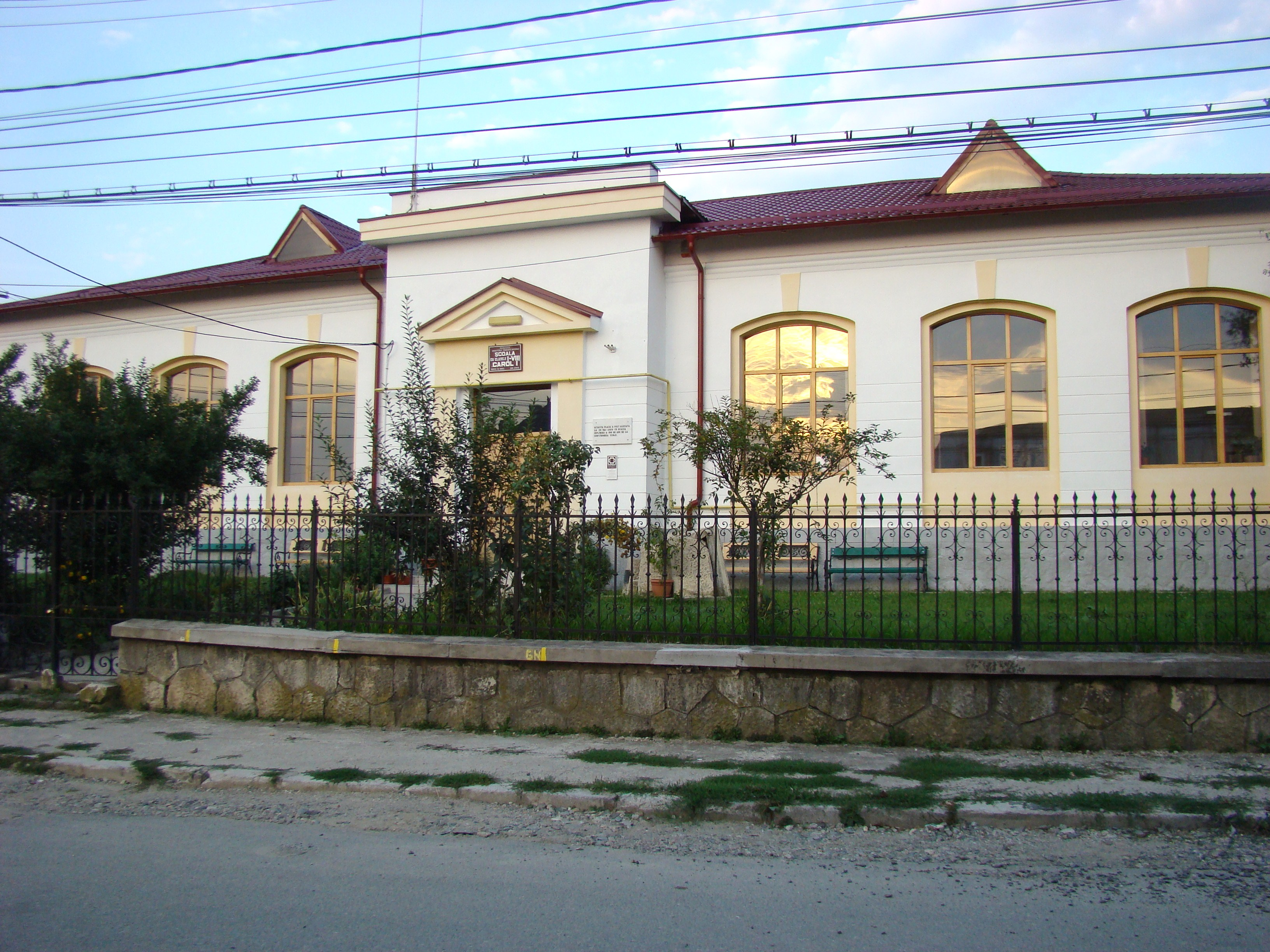
Școala Generală „Carol I”
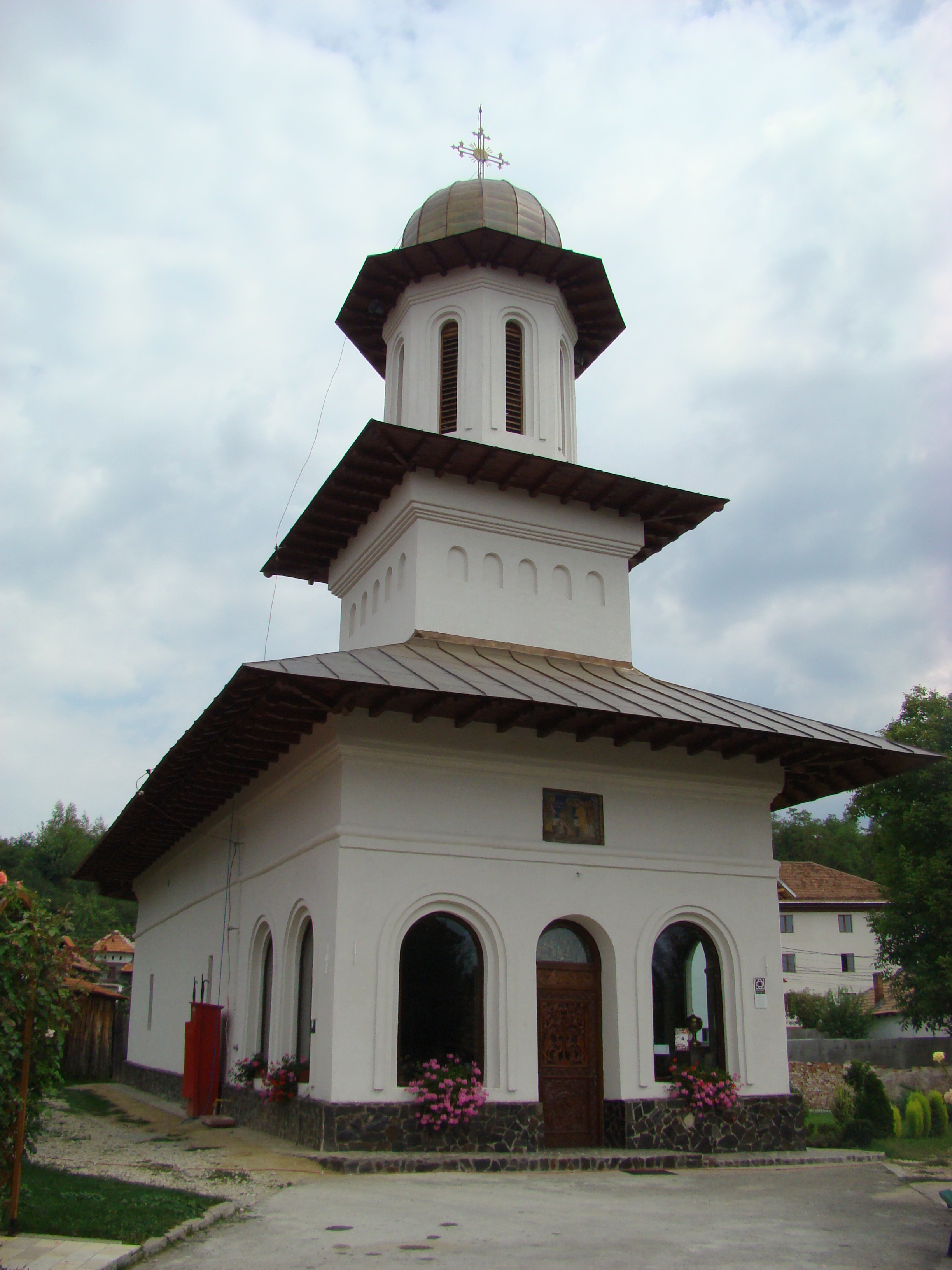
Biserica „Intrarea în Biserică a Maicii Domnului” - Bătușari
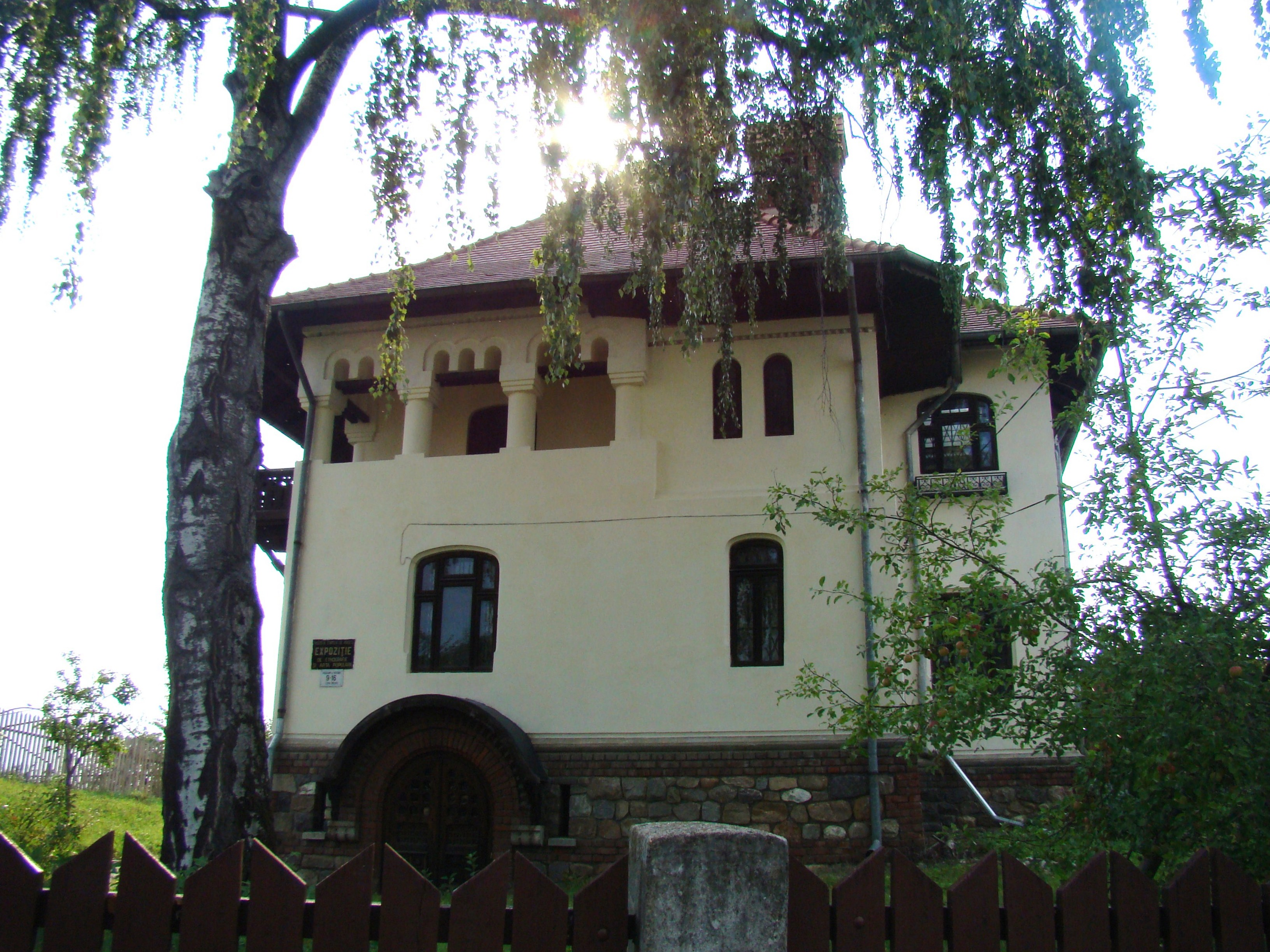
Casa Dumitru Norocea
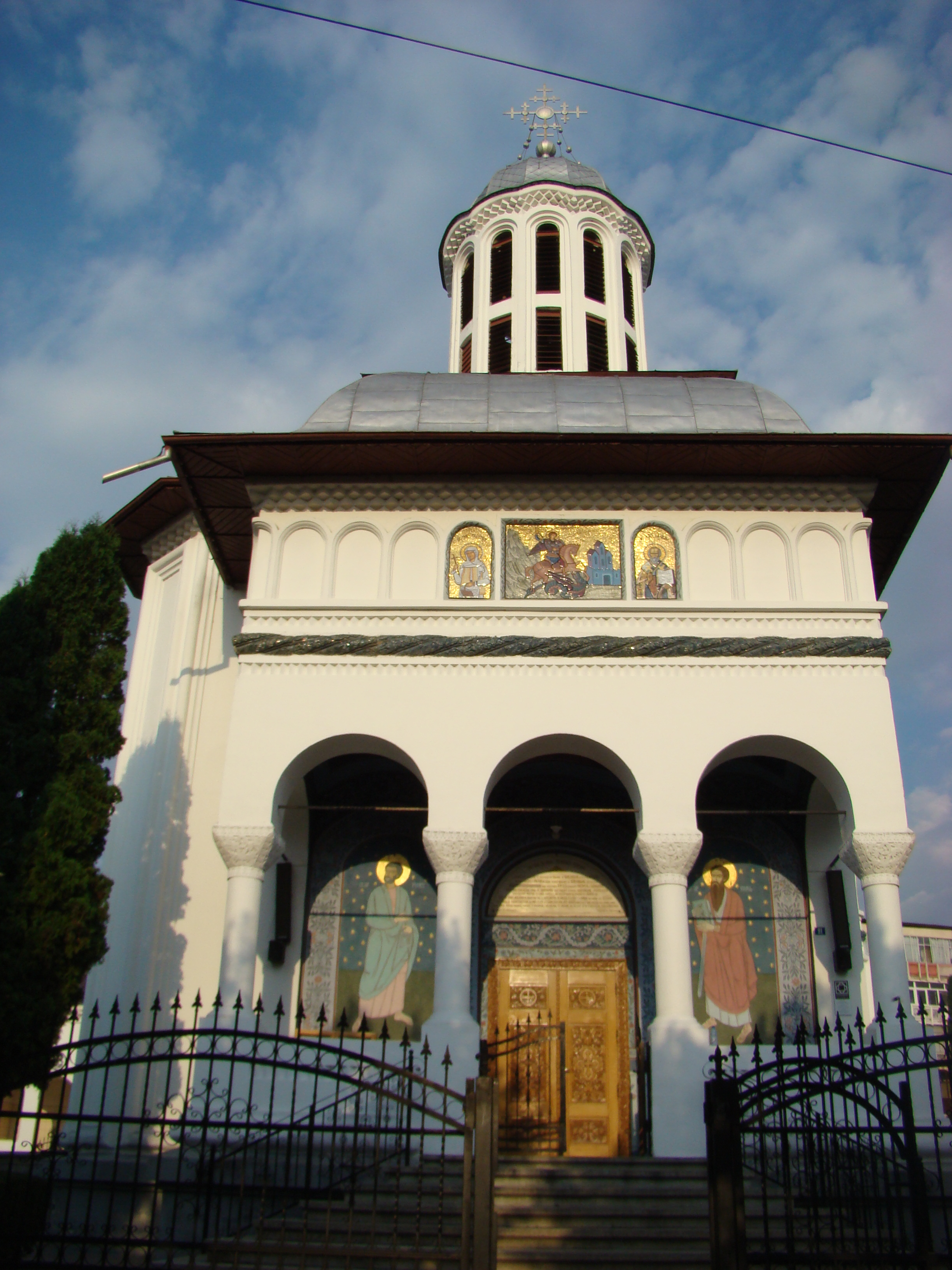
Biserica „Sf. Gheorghe”, B-dul Basarabilor nr. 91
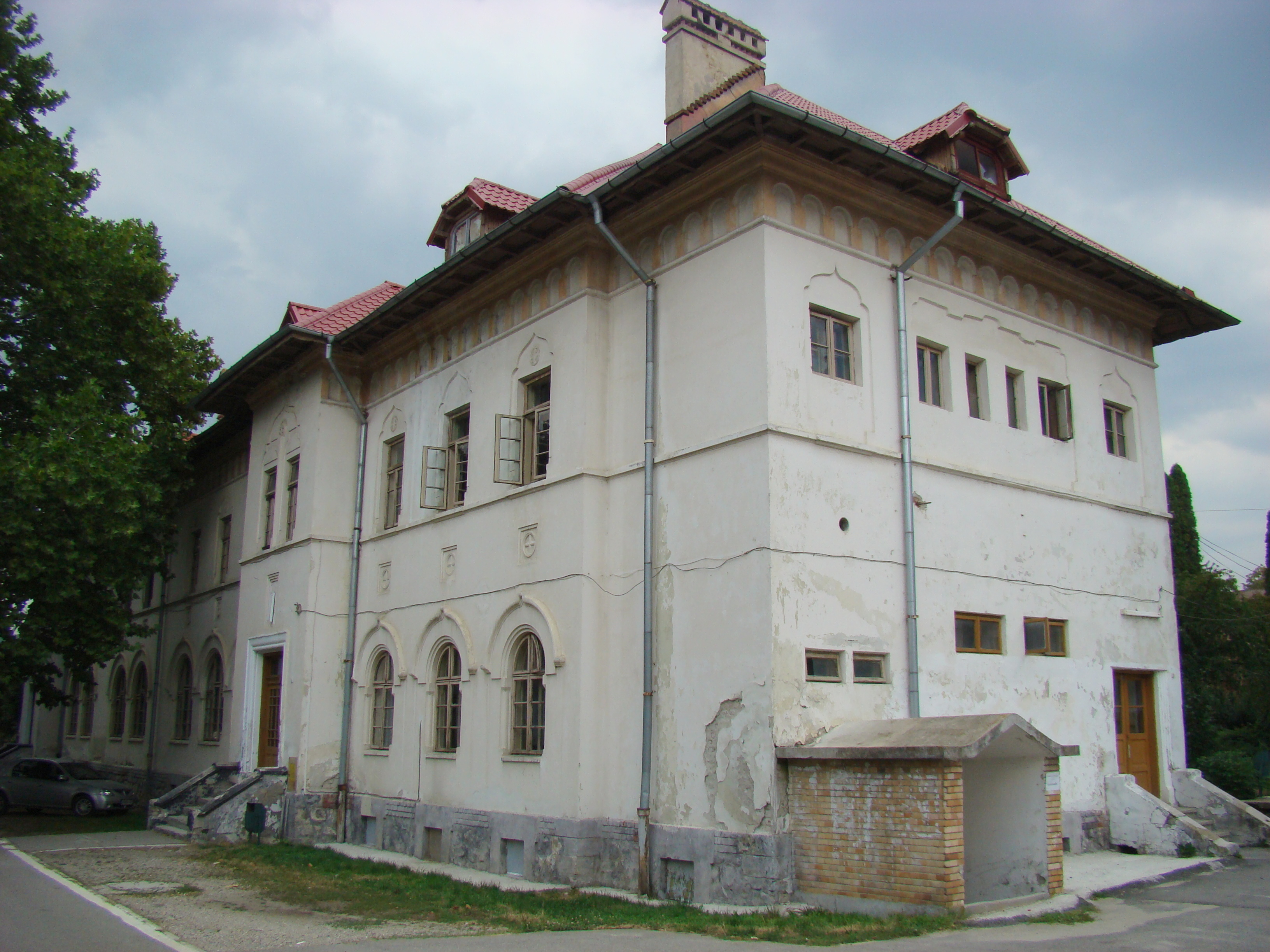
Seminarul Teologic Ortodox „Neagoe Vodă”, azi Liceul Agricol „C. Dobrescu Argeș”
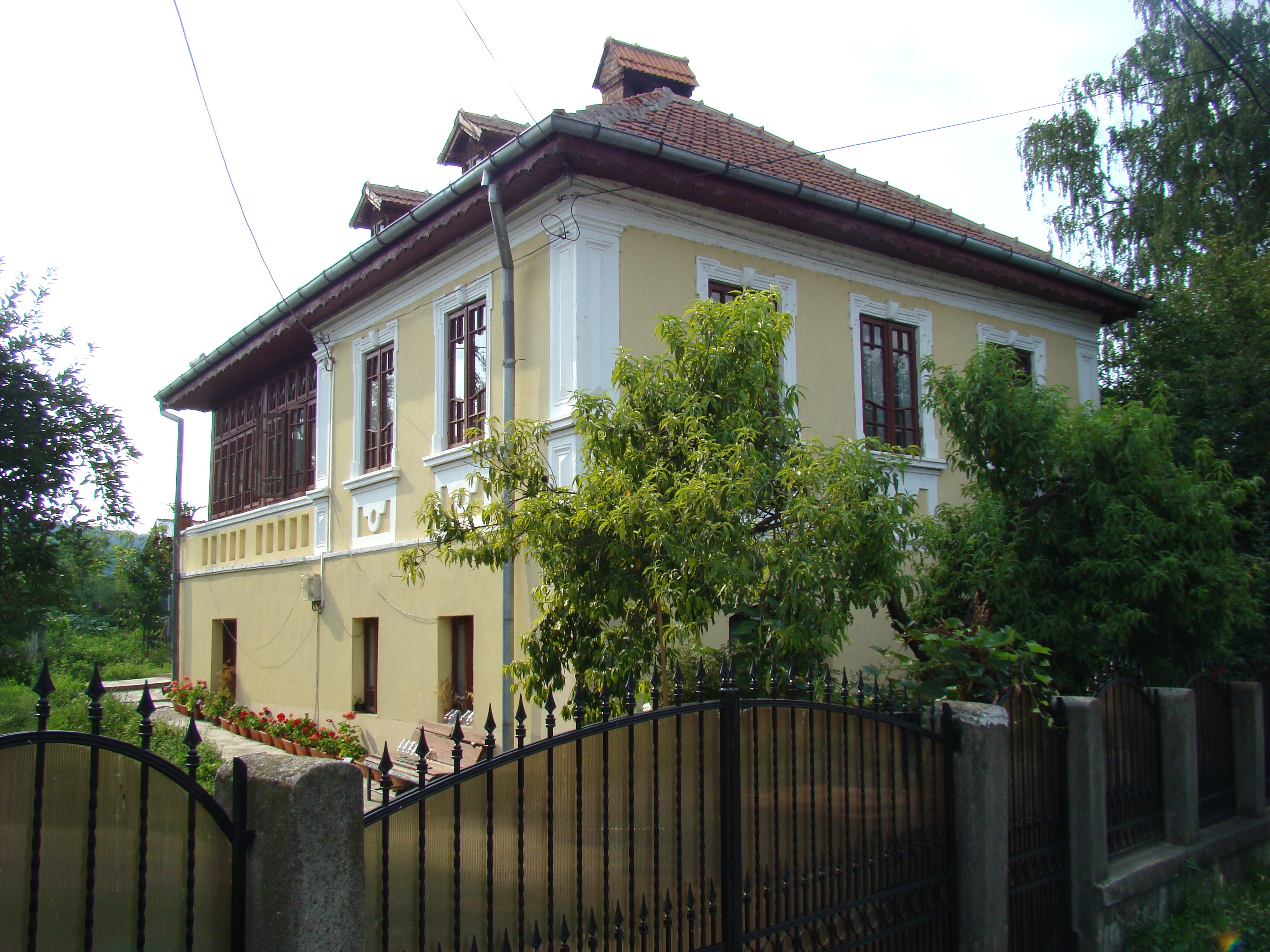
Casa Teodorescu, Str. Ștefănescu Victor nr. 10
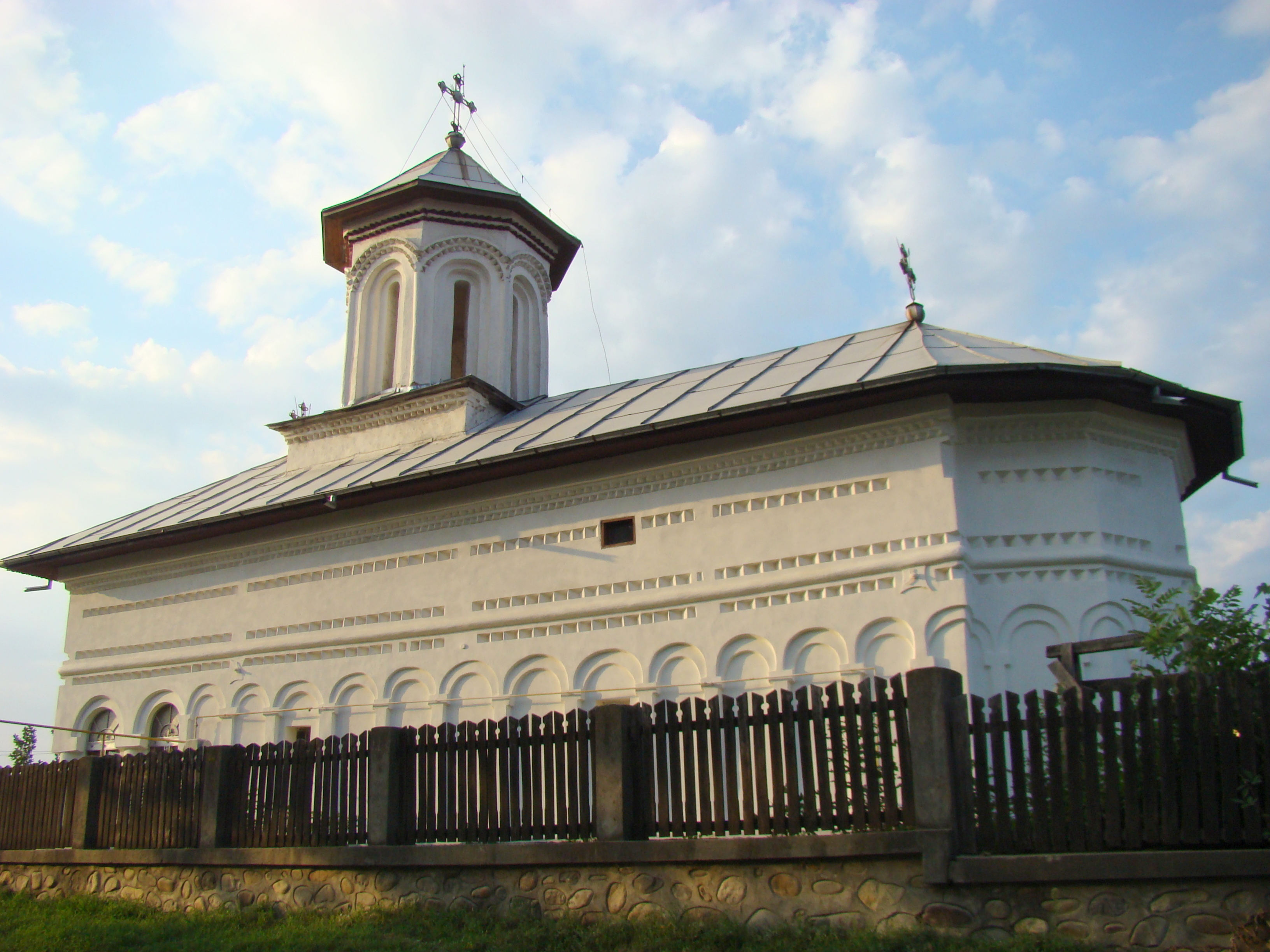
Biserica „Sfinții Îngeri”, Str. Valea Doamnei nr. 1
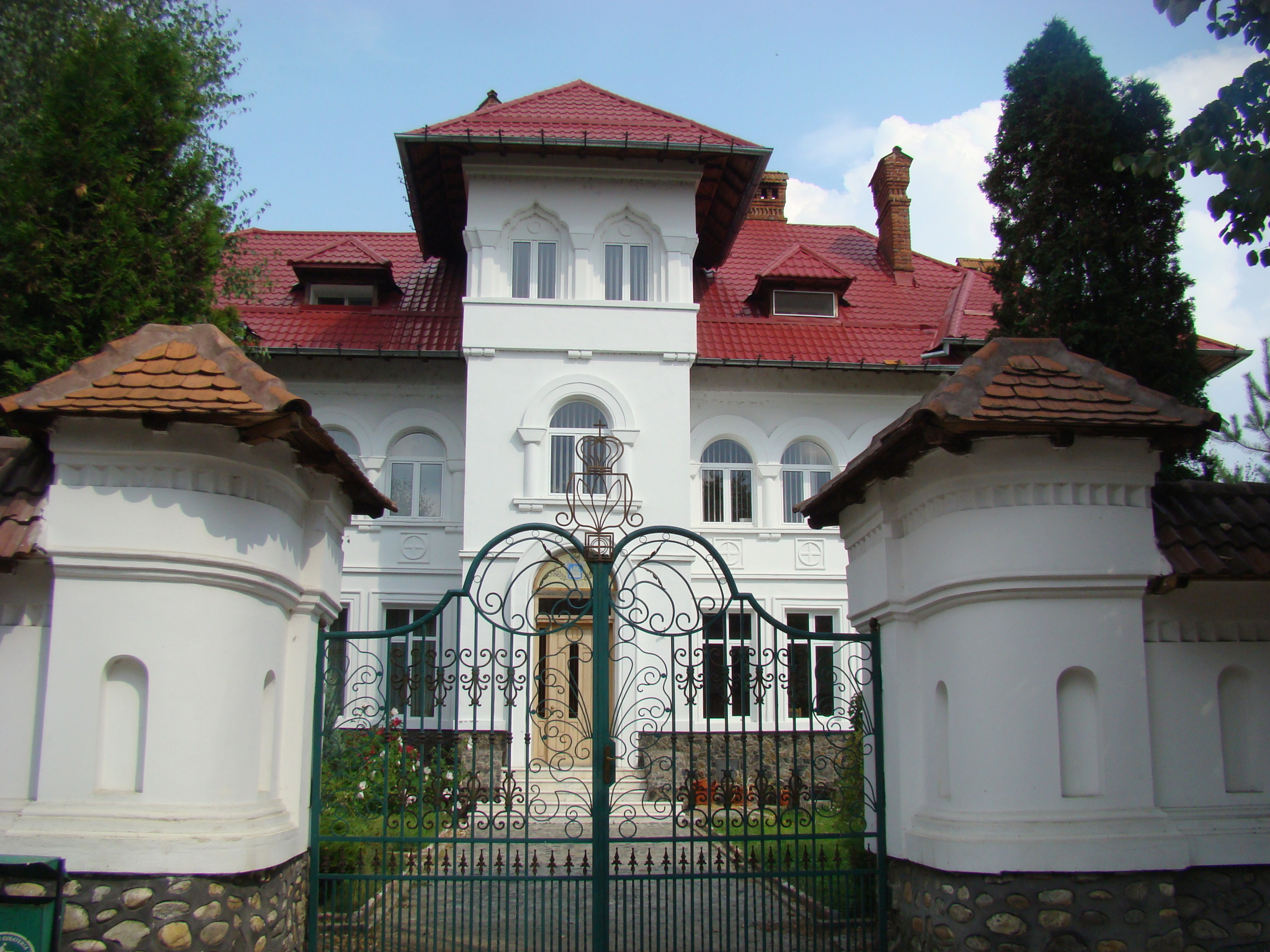
Protoieria
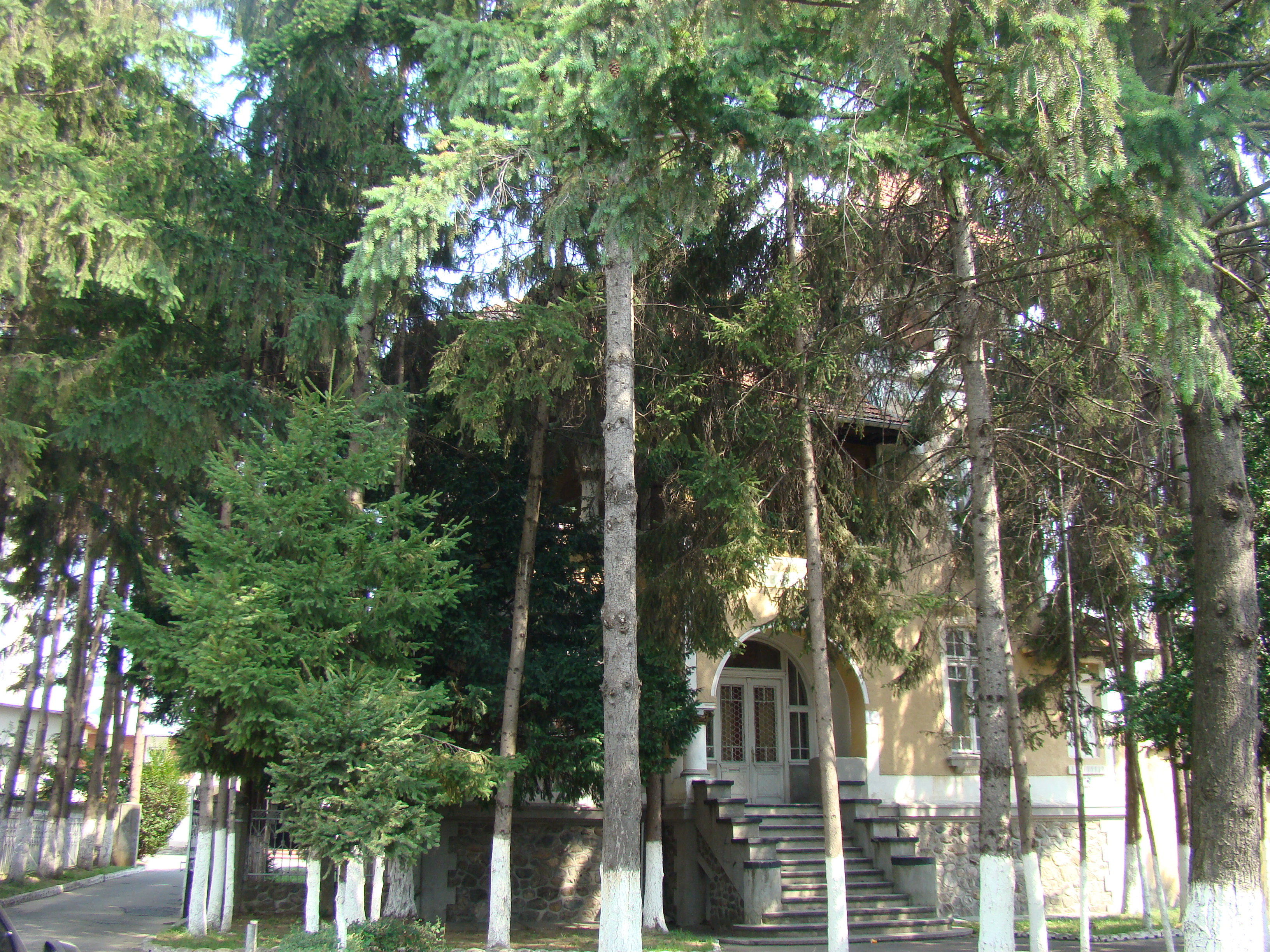
Vila Rozelor, B-dul Basarabilor nr. 47
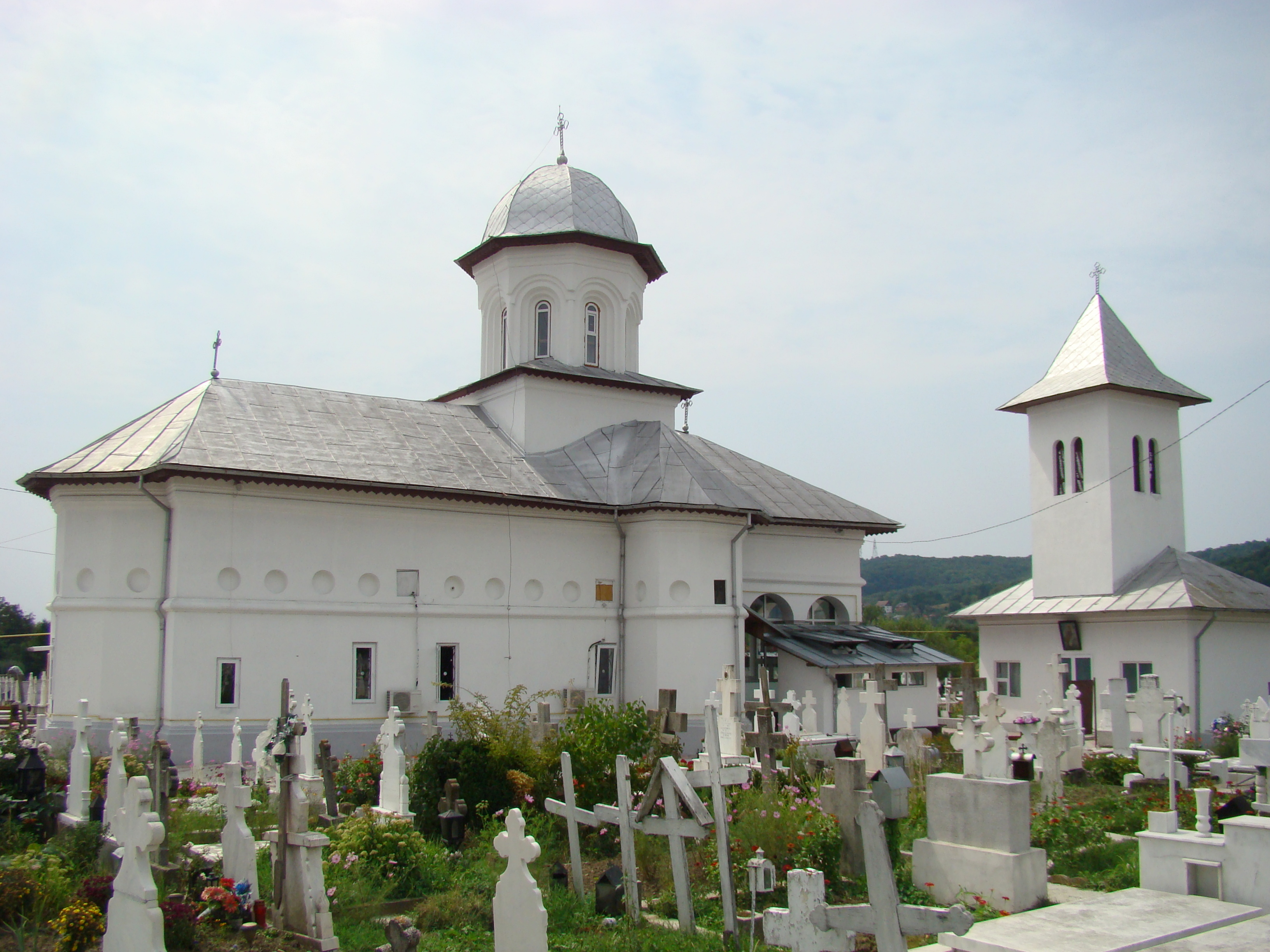
Biserica „Sfinții Voievozi” - Flămânzești, Str. Eroilor nr. 36